# Revoluția Glorioasă
Revoluția Glorioasă, cunoscută și sub numele de Revoluția din 1688, a fost detronarea lui Iacob al II-lea și al VII-lea în noiembrie 1688. El a fost înlocuit de fiica sa, Maria a II-a și de soțul ei olandez, Willem al III-lea de Orania (William al III-lea și al II-lea), care, ca nepot al lui Iacob, avea un interes la tron, indiferent de căsătoria cu verișoara sa, Maria. Cei doi au domnit drept comonarhi⁠(d) ai Angliei, Scoției și Irlandei până la moartea Mariei în 1694, când William a rămas unic rege. Iacobitismul⁠(d), mișcarea politică ce urmărea reînscăunarea regelui detronat și exilat Iacob, sau a descendenților săi din Casa Stuart, a persistat până la sfârșitul secolului al XVIII-lea. Invazia lui William a fost ultima invazie reușită a Angliei.
Deși era catolic, fapt care de obicei era un impediment în calea sprijinului din partea protestanților, Iacob a devenit rege în februarie 1685, cu sprijinul larg al majorității protestante din Anglia și Scoția, precum și al Irlandei predominant catolice. Cu toate acestea, politicile lui i-au erodat rapid sprijinul, iar până în iunie 1688, nemulțumirea s-a transformat într-o rezistență activă, dar în mare parte pașnică. După nașterea fiului său, James Francis Edward, pe 10 iunie 1688, perspectiva instaurării unei dinastii catolice a determinat un grup de adversari interni să emită Invitația adresată lui William⁠(d), solicitând sprijinul olandez pentru înlăturarea regelui.
Stările Generale neerlandeze⁠(d) și William erau îngrijorați că Iacob l-ar putea sprijini pe Ludovic al XIV-lea al Franței în Războiul de Nouă Ani. Profitând de tulburările din Anglia, William a răspuns invitației și a debarcat în Devon cu o forță expediționară pe 5 noiembrie 1688. Pe măsură ce William înainta spre Londra, armata lui Iacob s-a dezintegrat, iar acesta a fugit în exil în Franța pe 23 decembrie 1688. În aprilie 1689, în timp ce trupele olandeze ocupau Londra, Parlamentul⁠(d) i-a numit pe William și Maria împreună monarhi ai Angliei și Irlandei. O proclamație separată, dar similară pentru Scoția⁠(d) a fost emisă în iunie.
Pe plan intern, Revoluția a confirmat supremația Parlamentului asupra Coroanei atât în Anglia, cât și în Scoția. În ceea ce privește politica externă, până la moartea sa în 1702, William și-a combinat rolurile de stadtholder neerlandez și monarh britanic. Astfel, ambele state au devenit aliate în rezistența față de expansiunea franceză, alianță care a persistat o mare parte a secolului al XVIII-lea, în ciuda obiectivelor diferite. Sub conducerea lui William, resursele olandeze s-au concentrat pe războiul terestru cu Franța, în timp ce Marina Regală Engleză și-a asumat rolul principal în acțiunile maritime. A fost un factor semnificativ care a dus la rămânerea Republicii Neerlandeze în urma Marii Britanii ca putere maritimă europeană în timpul Războiului Succesiunii Spaniole.

## Context
Deși era catolic, Iacob a devenit rege în 1685, cu sprijin larg în toate cele trei regate ale sale. În iunie 1685, el a înăbușit rapid răscoalele protestante din Scoția⁠(d) și Anglia, dar a fost obligat să se exileze după mai puțin de patru ani. Istoricii moderni afirmă că Iacob nu a reușit să aprecieze cât de mult se baza puterea regală pe sprijinul nobilimii latifundiare⁠(d), iar pierderea acestui sprijin i-a afectat fatal regimul. Marea majoritate a nobilimii din Anglia și Scoția era protestantă, în timp ce chiar și în Irlanda, în mare parte catolică, un număr disproporționat de nobili erau membri ai Bisericii Protestante a Irlandei. Deși dispuși să accepte convingerile religioase personale ale lui Iacob, susținătorii lui au făcut aceasta doar atâta timp cât el menținea supremația Bisericii Protestante a Angliei și celei a Scoției⁠(d). Când politicile sale au început să submineze ordinea politică și religioasă existentă, rezultatul a fost înstrăinarea susținătorilor săi englezi și scoțieni și destabilizarea Irlandei.

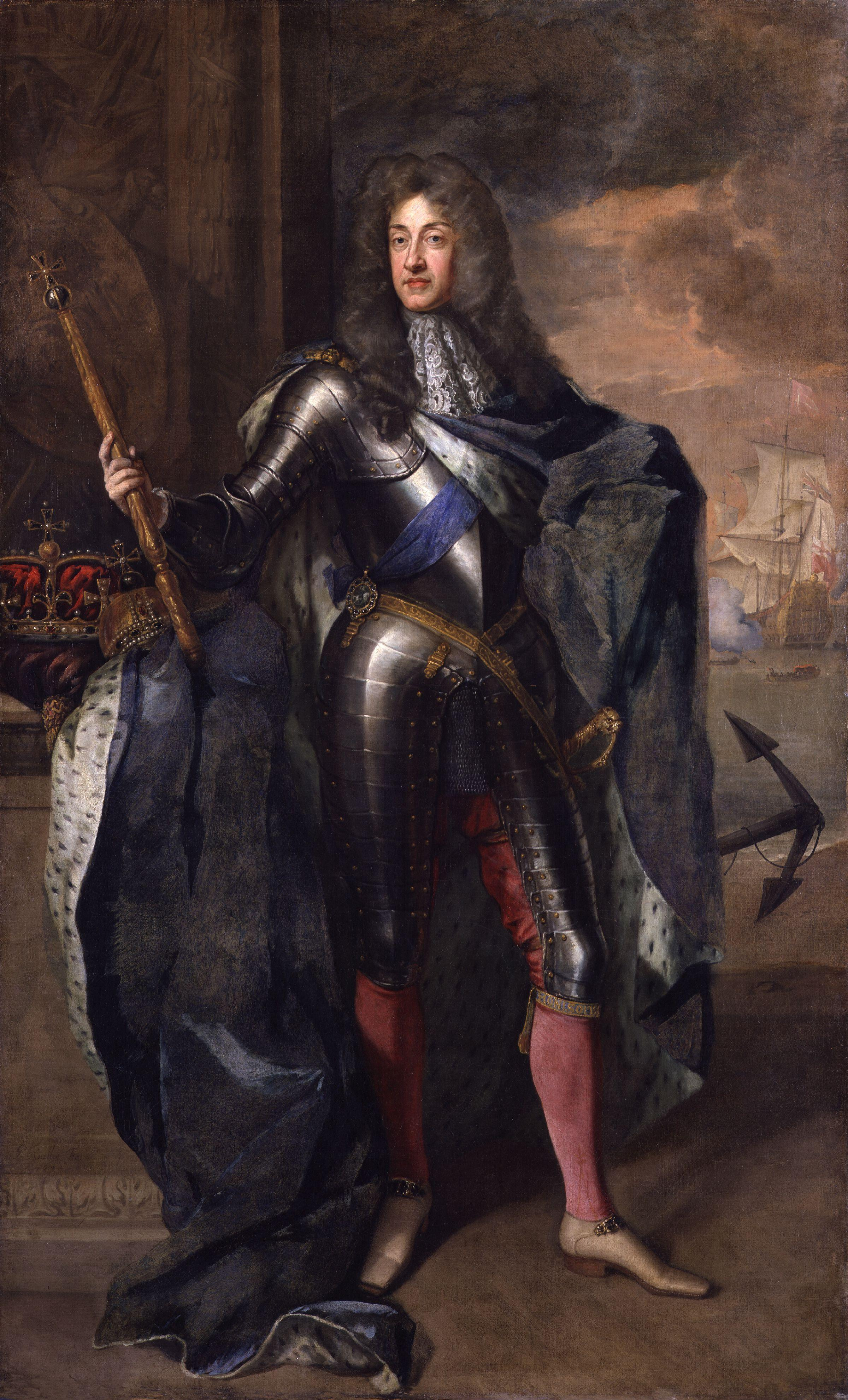
Iacob al II-lea și al VII-lea, rege al Angliei, Scoției și Irlandei. ' de, Galeria Națională de Portrete, 1684

Ideologia politică stuartistă⁠(d) deriva din cea a lui Iacob al VI-lea și I, care în 1603 crease o viziune a unui stat centralizat, condus de un monarh a cărui autoritate venea de la Dumnezeu și în care funcția Parlamentului⁠(d) era doar să execute poruncile lui. Disputele privind relația dintre rege și Parlament au dus la Războiul celor Trei Regate⁠(d) și au continuat după Restaurația Stuarților din 1660. Carol al II-lea a ajuns să se bazeze pe Prerogativa Regală, deoarece măsurile adoptate în acest fel puteau fi retrase atunci când hotăra el, și nu puteau fi anulate de Parlament. Ea însă nu putea fi folosită pentru legislație majoră sau pentru impozitare.
Îngrijorarea că Carol al II-lea intenționa să instituie o monarhie absolută⁠(d) a dus la criza excluderii⁠(d) din 1679–1681, divizând clasa politică engleză între cei care doreau să-l „excludă” pe Iacob de la tron, în majoritate Whig-i⁠(d), și oponenții acestora, în majoritate Tory⁠(d). În 1685 însă, mulți Whig-i se temeau de consecințele ocolirii „moștenitorului natural”, în timp ce Tory erau adesea foarte anticatolici, iar sprijinul lor pentru Iacob era condiționat strict de continuarea primatului Bisericii Anglicane. Cel mai important, problema era văzută ca una pe termen scurt; Iacob avea 52 de ani, iar căsătoria sa cu Maria de Modena rămăsese una fără copii după 11 ani, moștenitoarele tronului fiind fiicele sale protestante dintr-o căsătorie anterioară, Maria și Ana.
În Scoția exista o simpatie mult mai mare pentru un „moștenitor Stuart”, iar Legea succesiunii din 1681 a confirmat datoria tuturor de a-l sprijini, „indiferent de religie”. Peste 95% dintre scoțieni aparțineau bisericii naționale (kirkului); au fost interzise chiar și alte secte protestante, iar până în 1680, catolicii erau o mică minoritate limitată la anumite părți ale aristocrației și la îndepărtatele Highlands. Episcopalii⁠(d) au redobândit controlul asupra bisericii în 1660, ceea ce a dus la o serie de revolte ale prezbiterienilor⁠(d), dar amintirile aprigelor conflicte religioase din perioada Războiului Civil au făcut ca majoritatea să prefere stabilitatea.
În Anglia și Scoția, majoritatea celor care l-au susținut pe Iacob în 1685 doreau să păstreze aranjamentele politice și religioase existente, dar aceasta nu era valabilă și în Irlanda. Deși avea garantat sprijinul majorității catolice, Iacob era popular și printre protestanții irlandezi, deoarece Biserica Irlandei depindea de sprijinul regal pentru supraviețuire, în condițiile în care Ulsterul era dominat de prezbiterieni care îi susțineau politicile de toleranță. Religia era însă doar unul dintre factori; la fel de importante pentru catolici erau legile care le interziceau să servească în armată sau să dețină funcții publice, precum și reforma agrară. În 1600, 90% din terenurile din Irlanda erau deținute de catolici, dar în urma unei serii de confiscări în secolul al XVII-lea, acest procent scăzuse la 22% în 1685. Negustorii catolici și protestanți din Dublin și din alte părți se opuneau restricțiilor comerciale care îi dezavantajau în raport cu concurența lor din Anglia.

### Contextul politic din Anglia

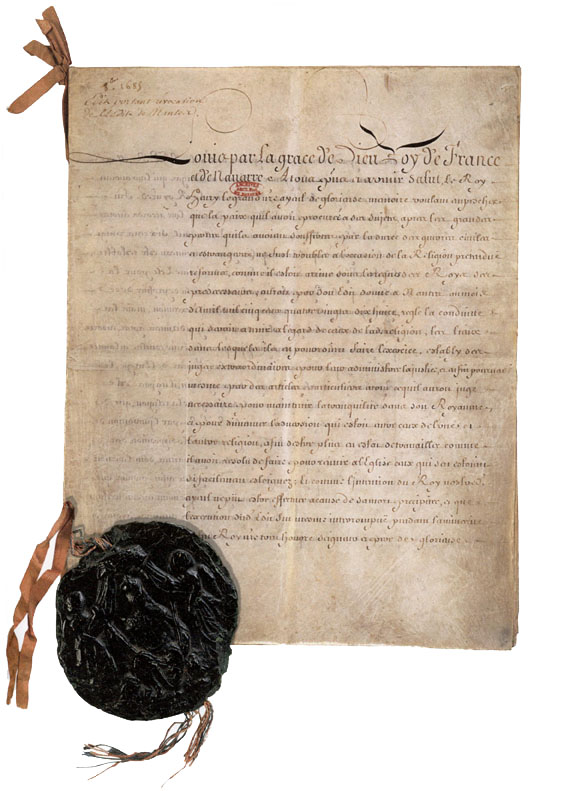
Încercările lui Iacob de a permite toleranța pentru catolicii englezi au coincis cu revocarea toleranței pentru hughenoți prin din octombrie 1685.

Susținătorii lui Iacob considerau că succesiunea ereditară este mai importantă decât faptul că el, personal, este catolic, dar ei se opuneau politicilor sale de „toleranță” în cadrul cărora catolicilor li s-ar fi permis să dețină funcții publice și să se angajeze în viața publică. În fruntea opoziției s-au aflat anglicani devotați care susțineau că măsurile propuse de el sunt incompatibile cu jurământul pe care îl depusese, ca rege, de a susține supremația Bisericii Anglicane. Potrivit oponenților, prin cererea adresată Parlamentului de a-i aproba măsurile, Iacob nu doar că își încalca propriul cuvânt, ci le cerea și altora să facă același lucru. Parlamentul a refuzat să se conformeze, în ciuda faptului că era „cel mai loial Parlament⁠(d) de care avusese vreodată parte un Stuart”.
Deși istoricii acceptă în general că Iacob dorea să promoveze catolicismul, și nu să instaureze o monarhie absolută⁠(d), reacția sa încăpățânată și inflexibilă la opoziție a lăsat această impresie. Când Parlamentele englez și scoțian au refuzat să abroge Legile testului⁠(d) din 1678 și 1681, el le-a suspendat în noiembrie 1685 și a început să guverneze prin decrete. Încercările de a forma o „partidă a regelui” formată din catolici, dizidenți englezi⁠(d) și prezbiterieni scoțieni dizidenți au suferit de lipsă de viziune politică, deoarece îi recompensa pe cei care se alăturaseră răscoalelor din 1685 și îi subminau pe susținătorii lui.
Momentul ales pentru a promova toleranța față de catolici a fost, și el, ales prost. În octombrie 1685, Ludovic al XIV-lea al Franței a emis Edictul de la Fontainebleau⁠(d), prin care a revocat Edictul de la Nantes din 1598, care le acordase protestanților francezi dreptul de a-și practica religia; în următorii patru ani, se estimează că între 200.000 și 400.000 de oameni au plecat în exil, dintre care 40.000 s-au stabilit la Londra. Combinat cu politicile expansioniste ale lui Ludovic și cu uciderea a 2.000 de protestanți valdenzi⁠(d) în 1686, acestea au dus la temeri că Europa protestantă era amenințată de o contrareformă catolică. Aceste preocupări au fost întărite de evenimentele din Irlanda; lordul locțiitor⁠(d), Contele de Tyrconnell⁠(d), dorea să creeze o instituție catolică capabilă să dăinuiască după moartea lui Iacob, ceea ce însemna înlocuirea oficialilor protestanți într-un ritm care era inerent destabilizator.

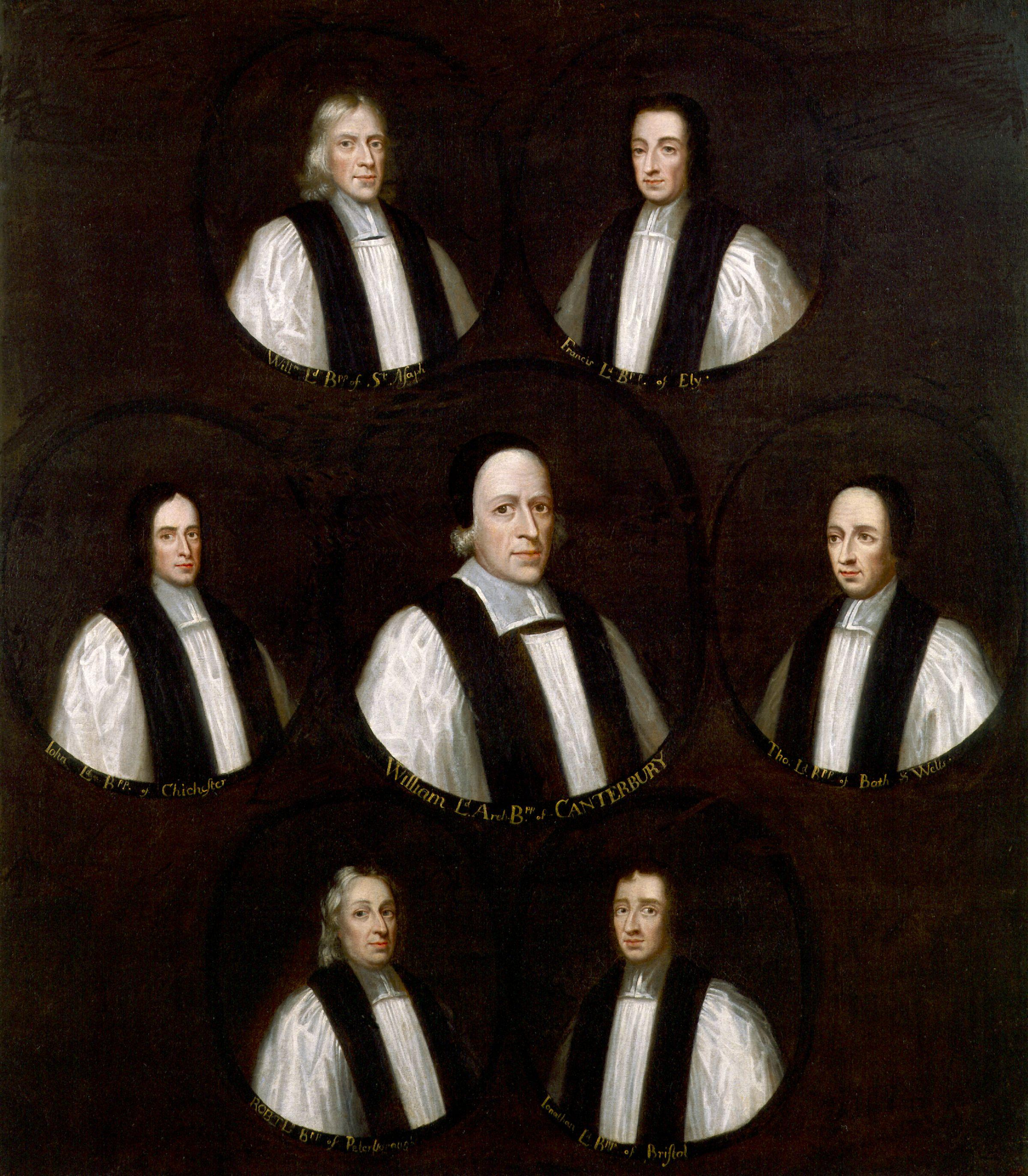
au fost urmăriți penal pentru în 1688

Majoritatea celor care l-au susținut pe Iacob în 1685 au făcut aceasta din dorința de stabilitate și pentru un stat de drept, calități care apoi au fost însă adesea subminate de acțiunile sale. După suspendarea Parlamentului în noiembrie 1685, el a încercat să guverneze prin decret; deși principiul nu era contestat, extinderea domeniului său de aplicare a provocat considerabilă îngrijorare, în special atunci când judecătorii care nu erau de acord cu aplicarea sa au fost destituiți. Apoi i-a înstrăinat pe mulți lăsând impresia că atacă biserica tradițională; Henry Compton, episcopul Londrei⁠(d), a fost suspendat pentru că a refuzat să-i interzică lui John Sharp⁠(d) să mai predice după ce acesta ținuse o predică anticatolică.
El a înrăutățit adesea lucrurile prin stângăcie politică; spre furia generală, Comisia Ecleziastică din 1686⁠(d), înființată pentru a controla Biserica Anglicană, a inclus și persoane suspectate de catolicism, precum contele de Huntingdon⁠(d). Aceasta s-a combinat cu incapacitatea de a accepta opoziția; în aprilie 1687, a ordonat Colegiului Magdalen din Oxford⁠(d) să aleagă președinte un simpatizant catolic pe nume Anthony Farmer⁠(d), dar, deoarece acesta nu era eligibil conform statutului colegiului, membrii colegiului l-au ales în schimb pe John Hough⁠(d). Atât Farmer, cât și Hough s-au retras în favoarea unui alt candidat ales de Iacob, care apoi le-a cerut membrilor colegiului să își ceară scuze personal, în genunchi, pentru că l-au „sfidat”; când aceștia au refuzat, au fost înlocuiți cu catolici.
Încercările de a crea o „Partidă a Regelui” alternativă nu au avut niciodată șanse mari de reușită, deoarece catolicii englezi reprezentau doar 1,1% din populație, iar nonconformiștii⁠(d) 4,4%. Ambele grupuri erau divizate; întrucât practica în privat a religiei catolice era în general tolerată, catolicii moderați se temeau că o vizibilitate mai mare ar provoca o reacție negativă. Dintre nonconformiști, quakerii și congregaționaliștii⁠(d) susțineau abrogarea Legilor testului, dar majoritatea doreau modificarea Legi de Uniformitate din 1662 și să li se permită să se întoarcă în Biserica Anglicană. Când Iacob a asigurat alegerea prezbiterianului John Shorter ca lord primar al Londrei în 1687, Shorter a insistat pentru respectarea Legii testului, se pare din cauza „neîncrederii în favoarea Regelui... încurajând astfel ceea ce toate eforturile Majestății Sale intenționau să anuleze”.

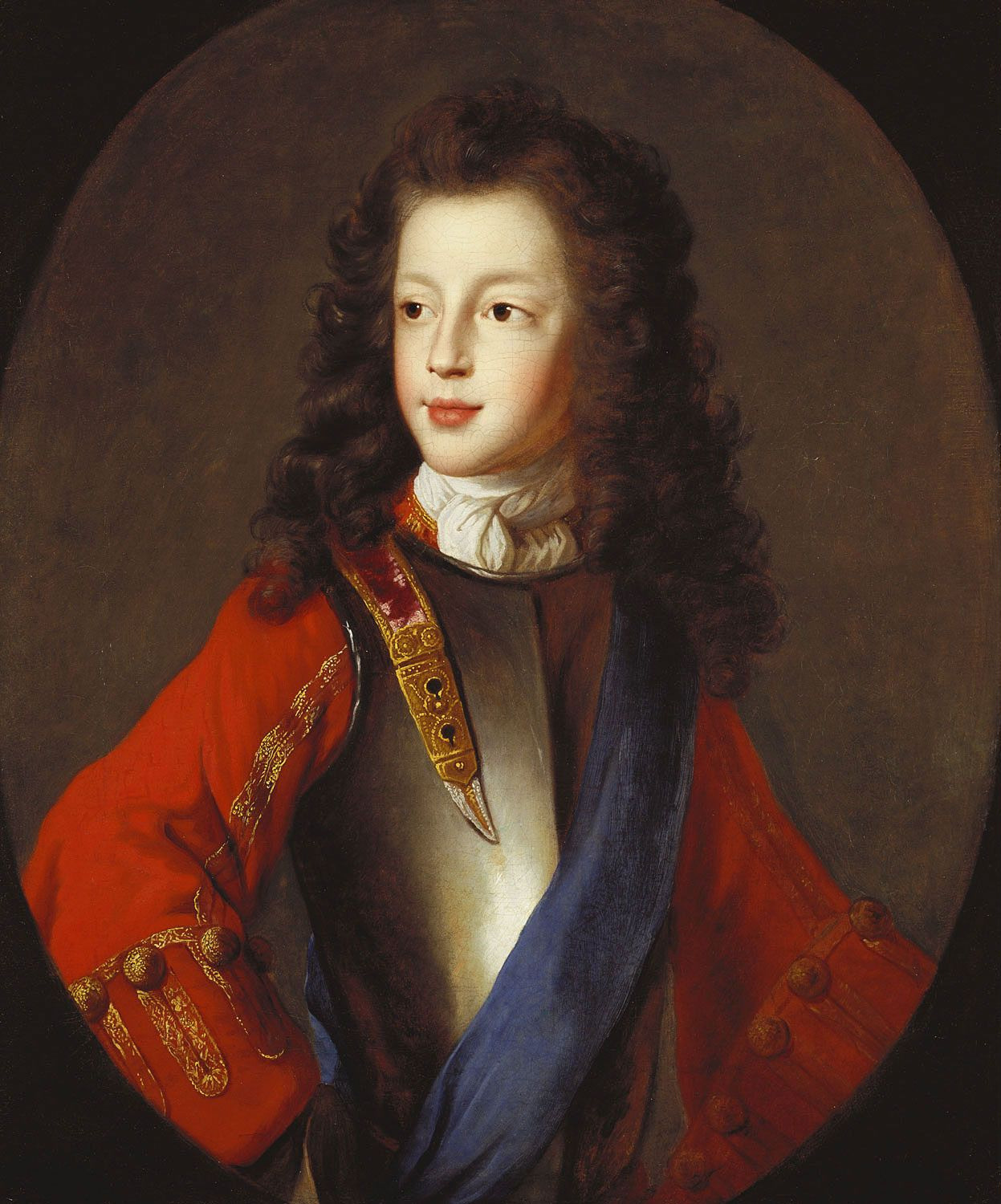
James Francis Edward Stuart, în jurul anului 1703, a cărui naștere în iunie 1688 a creat posibilitatea unei dinastii catolice

Pentru a-și asigura un Parlament supus, Iacob a cerut ca potențialii parlamentari să fie aprobați de lordul locotenent⁠(d) local; eligibilitatea pentru ambele funcții necesita răspunsuri pozitive în scris la „Cele Trei Întrebări”, una dintre ele fiind un angajament de a abroga Legea testelor. În plus, administrația locală și corporațiile orășenești au fost epurate pentru a crea o mașinărie electorală obedientă, înstrăinând și mai mult nobilimea din comitate care formase majoritatea celor care îl susținuseră pe Iacob în 1685. La 24 august 1688, au fost emise decrete pentru organizarea unor alegeri generale.
Extinderea armatei a provocat mare îngrijorare, în special în Anglia și Scoția, unde amintirea Războiului Civil a creat o rezistență uriașă față de ideea de armată permanentă⁠(d). În Irlanda, Talbot i-a înlocuit pe ofițerii protestanți cu catolici; Iacob a făcut același lucru în Anglia, în timp ce încartiruirea trupelor la Hounslow părea o – deliberată de a intimida Parlamentul. În aprilie 1688, el a ordonat ca Declarația sa de Indulgență⁠(d) să fie citită în fiecare biserică; când Arhiepiscopul de Canterbury⁠(d) și alți șase episcopi au refuzat, ei au fost acuzați de calomnie trădătoare⁠(d) și închiși în Turnul Londrei. Două evenimente au transformat disidența într-o criză; nașterea lui James Francis Edward Stuart pe 10 iunie a creat perspectiva unei dinastii catolice, în timp ce achitarea celor șapte episcopi⁠(d) pe 30 iunie a distrus autoritatea politică a lui Iacob.

## Intervenția neerlandeză

### Preludiu: 1685–iunie 1688

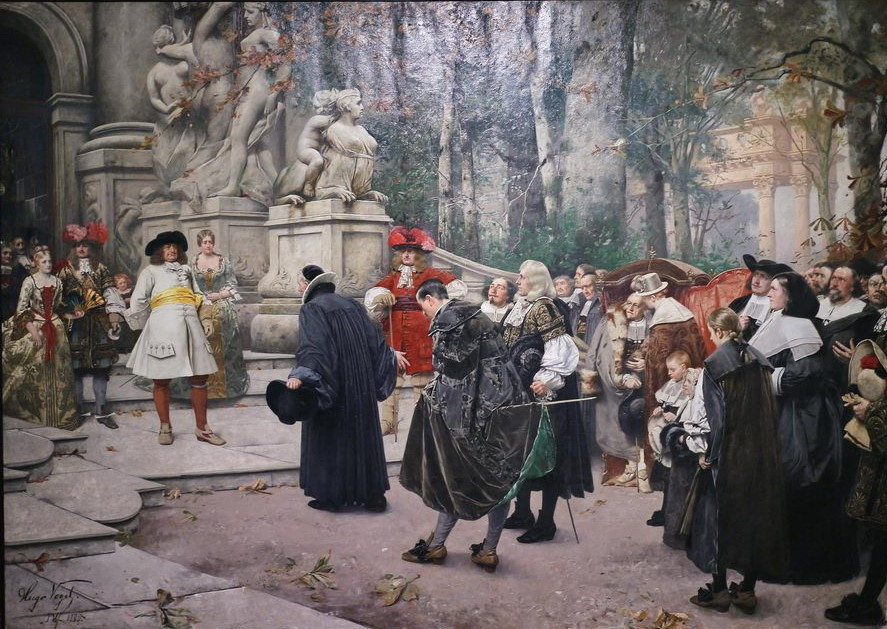
Refugiații hughenoți, a căror expulzare din Franța în 1685 a contribuit la crearea unui sentiment că Europa protestantă era amenințată

În 1677, fiica cea mare și moștenitoarea lui Iacob, Maria, s-a căsătorit cu vărul ei protestant, Willem al III-lea de Orania, stadtholder al provinciilor principale ale Republicii Neerlandeze. Inițial, cei doi aveau obiectivul comun, în dorința ca Maria să-i urmeze la tron tatălui ei, în timp ce ambițiile franceze în Țările de Jos spaniole⁠(d) amenințau atât comerțul englez, cât și pe cel olandez. Deși Willem i-a trimis trupe⁠(d) lui Iacob pentru a ajuta la înăbușirea Rebeliunii lui Monmouth din 1685, după aceea relația lor s-a deteriorat.
Războiul franco-neerlandez⁠(d), continua expansiune franceză⁠(d) și expulzarea hughenoților au făcut ca Willem să se aștepte inevitabil la un alt război și, deși Stările Generale ale Țărilor de Jos⁠(d) au preferat pacea, majoritatea accepta că el are dreptate. Această opinie a fost larg împărtășită în întreaga Europă protestantă; în octombrie 1685, Frederic Wilhelm, elector de Brandenburg, a renunțat la alianța sa cu Franța în favoarea uneia cu neerlandezii. În iulie 1686, alte state protestante au format Liga antifranceză de la Augsburg, cu sprijin neerlandez. Pentru ambele tabere a devenit de acum esențial să-și asigure sau să obțină neutralitatea resurselor engleze, în special a Marinei Regale.
În urma unei ciocniri între navele franceze și cele neerlandeze din iulie 1686, Willem a concluzionat că neutralitatea engleză nu era suficientă și că avea nevoie de sprijinul lor activ în caz de război. Relația sa cu Iacob a fost afectată de faptul că ambii se bazau pe sfetnici cu viziuni relativ limitate; în cazul lui Willem, în principal exilați prezbiterieni englezi și scoțieni, aceștia din urmă având legături strânse cu minoritatea protestantă din Irlanda, care considera politicile lui Tyrconnell o amenințare la adresa existenței lor. După ce și-a înstrăinat în mare măsură baza de susținere Tory, Iacob s-a bazat din ce în ce mai mult pe un cerc restrâns de convertiți la catolicism, precum Sunderland, Melfort⁠(d) și Perth⁠(d).

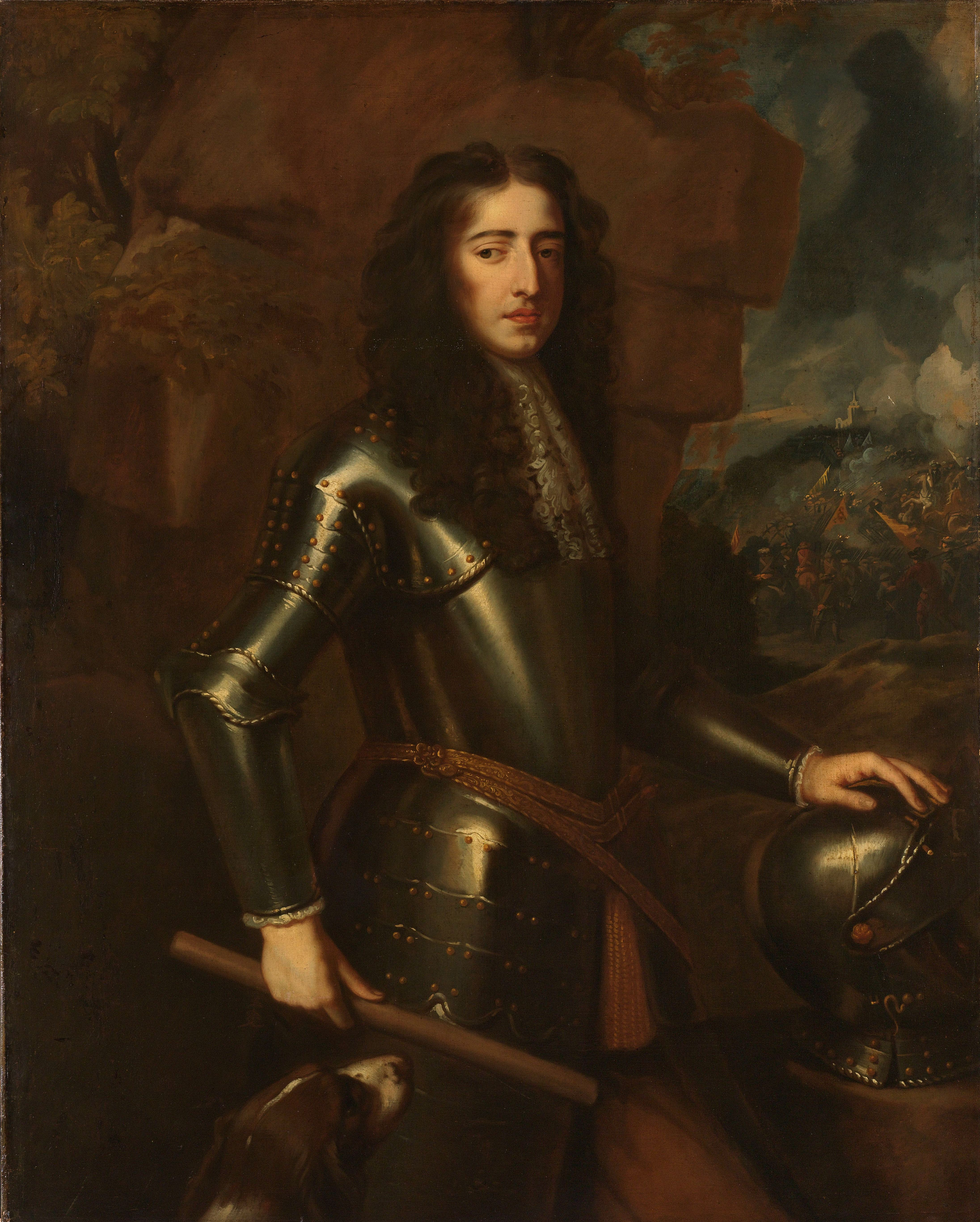
William al III-lea al Angliei, stadtholder al Gueldersului, Olandei, Zeelandei, Utrechtului și Overijsselului

Suspiciunile au escaladat după ce Iacob a solicitat sprijinul lui Willem pentru abrogarea Legilor Testelor⁠(d); în mod previzibil, acesta din urmă a refuzat, afectând și mai mult relația dintre ei. După ce anterior considera că are garantat sprijinul englez într-un război cu Franța, Willem se temea acum că s-ar putea confrunta cu o alianță anglo-franceză, așa cum s-a întâmplat în timpul anului Rampjaar⁠(d), în ciuda asigurărilor lui Iacob că nu are nicio intenție să facă acest lucru. Istoricii se întreabă dacă aceste asigurări au fost autentice, dar Iacob nu aprecia pe deplin neîncrederea cauzată de politicile sale interne. În august 1687, vărul lui Willem, de Zuylestein⁠(d), a călătorit în Anglia pentru a transmite condoleanțe pentru moartea mamei Mariei de Modena, ceea ce i-a permis să ia legătura cu opoziția politică. De-a lungul anului 1688, susținătorii englezi i-au furnizat lui William informații detaliate despre opinia publică și evoluțiile situației, foarte puține dintre acestea fiind interceptate.
În octombrie 1687, după paisprezece ani de căsnicie și multiple pierderi de sarcină, s-a anunțat că regina era din nou însărcinată, Melfort declarând imediat că se așteaptă ca copilul să fie băiat. Când Iacob i-a scris apoi Mariei îndemnând-o să se convertească la catolicism, aceasta i-a convins pe mulți că el căuta să aibă, într-un fel sau altul, un moștenitor catolic, ceea ce este posibil să se fi transformat în factorul decisiv în favoarea invaziei. La începutul anului 1688, în Anglia a circulat o broșură scrisă de Marele Pensionar⁠(d) neerlandez Gaspar Fagel⁠(d); aceasta garanta sprijinul lui Willem pentru libertatea de cult a dizidenților și menținerea Legilor Testului, spre deosebire de Iacob, care oferea toleranță în schimbul abrogării.
În aprilie 1688, Ludovic al XIV-lea a anunțat impunerea de taxe vamale pentru importurile de hering⁠(d) din Țările de Jos, împreună cu planuri de manevre comune cu Marina Regală Engleză în Canalul Mânecii. Iacob a negat imediat că ar fi făcut o astfel de cerere, dar neerlandezii au început să se teamă că acesta este preludiul unei alianțe formale, și au început pregătească o intervenție militară. Sub pretextul că au nevoie de resurse suplimentare pentru a se ocupa de corsarii francezi⁠(d), în iulie, Stările Generale au autorizat recrutarea a încă 9.000 de marinari și construirea a 21 de nave de război noi.

### Invitația către Willem

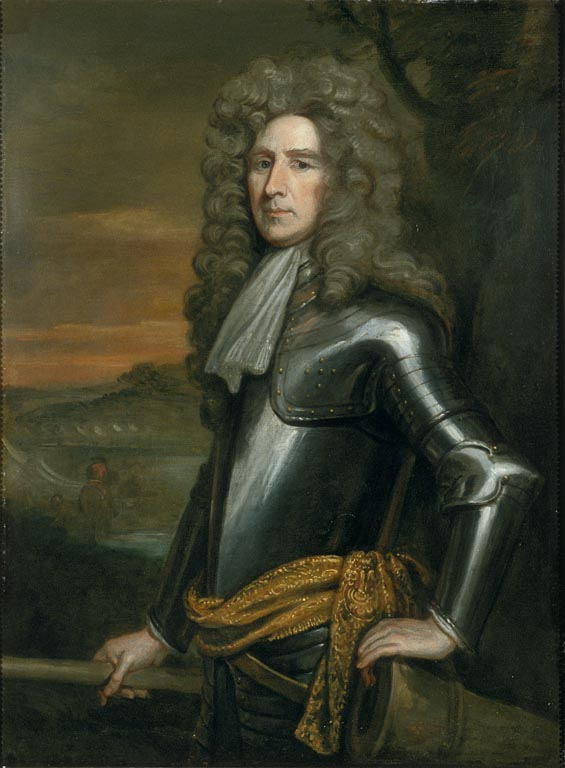
, care a redactat

Succesul invaziei lui Willem avea să depindă parțial de sprijinul intern, iar la sfârșitul lunii aprilie, Willem s-a întâlnit cu Edward Russell⁠(d), sol neoficial al opoziției Whig. Într-o conversație consemnată de Gilbert Burnet⁠(d), acesta a solicitat o invitație oficială în care i se cerea să „salveze națiunea și religia”, cu o dată estimată la sfârșitul lunii septembrie. Ulterior, Willem a susținut că a fost „obligat” să preia comanda conspirației după ce Russell l-a avertizat că englezii se vor ridica împotriva lui Iacob chiar și fără ajutorul său, și se temea că acest lucru să conducă la o republică, ceea ce ar fi privat-o pe soția sa de moștenire.
Deși această versiune este puternic contestată, Zuylestein s-a întors în Anglia în iunie, aparent pentru a-l felicita pe Iacob pentru nașterea fiului său, dar scopul lui era în realitate cel de a se coordona cu susținătorii lui Willem. Stimulată de perspectiva unui succesor catolic, „Invitația către William⁠(d)” a fost rapid redactată de Henry Sydney⁠(d), descris ulterior de istoricii Whig drept „marea roată pe care s-a rostogolit Revoluția”. Semnatarii nu ofereau o putere politică considerabilă, dar au fost aleși pentru a crea impresia că reprezintă un spectru larg, și i-au oferit lui Willem un instrument esențial de propagandă. Danby⁠(d), un Tory, și Devonshire⁠(d), un Whig; Henry Compton, episcop de Londra, din partea bisericii; Shrewsbury⁠(d) și Lumley⁠(d) din partea armatei și, în final, Russell și Sydney din partea Marinei. Ei au promis că vor sprijini o debarcare neerlandeză, dar au subliniat importanța unei acțiuni rapide.
Invitația a fost dusă la Haga pe 30 iunie de către contraamiralul Herbert⁠(d), deghizat în marinar obișnuit. Între timp, aliatul lui Willem, Bentinck⁠(d), a lansat în Anglia o campanie de propagandă care îl prezenta drept un „adevărat Stuart”, dar unul fără defectele lui Iacob sau Carol al II-lea. O mare parte din sprijinul „spontan” acordat lui Willem la debarcarea sa a fost organizat de Bentinck și de agenții săi.

## Pregătiri neerlandeze: iulie–septembrie 1688

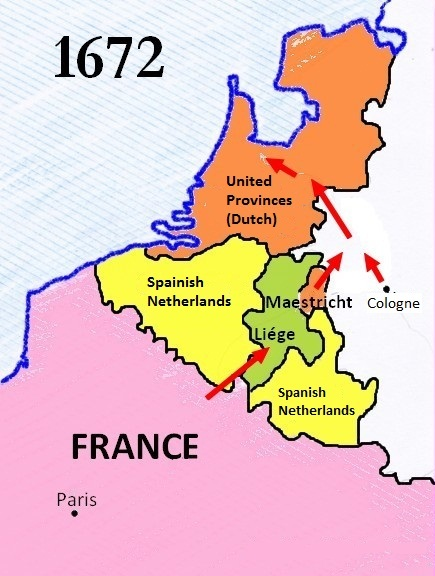
Neerlandezii erau îngrijorați de vulnerabilitatea graniței lor răsăritene. În 1672, o alianță cu permisese Franței să fie aproape de a cuceri Republica.

Scopul strategic cel mai important al lui Willem era crearea unei coaliții defensive care să blocheze expansiunea franceză în Europa, obiectiv care nu era împărtășit de majoritatea susținătorilor săi englezi. În 1672, o alianță cu Electoratul de Köln⁠(d) permisese Franței să ocolească apărarea avansată a neerlandezilor și să fie aproape de a cuceri integral⁠(d) Republica, așa că asigurarea unui conducător anti-francez era vitală pentru a preveni repetarea evenimentelor. Ca principat ecleziastic⁠(d) al Sfântului Imperiu Roman, conducătorul orașului Köln era numit de Papa Inocențiu al XI-lea, împreună cu împăratul Leopold I. Atât Ludovic, cât și Iacob se aflau în dispută cu Inocențiu cu privire la dreptul de a numi episcopi și clerici catolici; când bătrânul elector a murit în iunie 1688, Inocențiu și Leopold l-au trecut cu vederea pe candidatul francez în favoarea lui Iosif Clemens de Bavaria⁠(d).
După 1678, Franța și-a continuat expansiunea în Renania, inclusiv Războiul Reuniunilor⁠(d) din 1683–1684, cu revendicări teritoriale suplimentare în Palatinat și construirea de cetăți la Landau și Traben-Trarbach. Aceasta a reprezentat o amenințare existențială la adresa dominației habsburgice, ceea ce a garantat sprijinul lui Leopold pentru neerlandezi și a anulat încercările francezilor de a construi alianțe în spațiul german. Trimisul lui Willem, Johann von Görtz, l-a asigurat pe Leopold că catolicii englezi nu vor fi persecutați și că intervenția via alegerea unui Parlament liber, nu detronarea lui Iacob, o ficțiune convenabilă care i-a permis acestuia să-și justifice neutralitatea.
Deși susținătorii săi englezi considerau suficientă o forță simbolică, Willem a adunat 260 de nave de transport și 15.000 de oameni, aproape jumătate din cei 30.000 de soldați ai Armatei Neerlandeze⁠(d). Întrucât Franța era în pragul războiului, absența lor era o mare îngrijorare pentru Stările Generale, iar Bentinck a angajat 13.616 mercenari germani pentru a ocupa cetățile de graniță ale Țărilor de Jos, eliberând unități de elită precum Brigada Scoțiană⁠(d) pentru a fi folosite în Anglia. Creșterea efectivelor putea fi prezentată ca o măsură de precauție limitată împotriva agresiunii franceze, deoarece neerlandezii își dublau sau triplau de obicei efectivele armatei pe timp de război; Willem i-a ordonat experimentatului său adjunct Schomberg⁠(d) să se pregătească pentru o campanie în Germania.

## Decizia de a invada

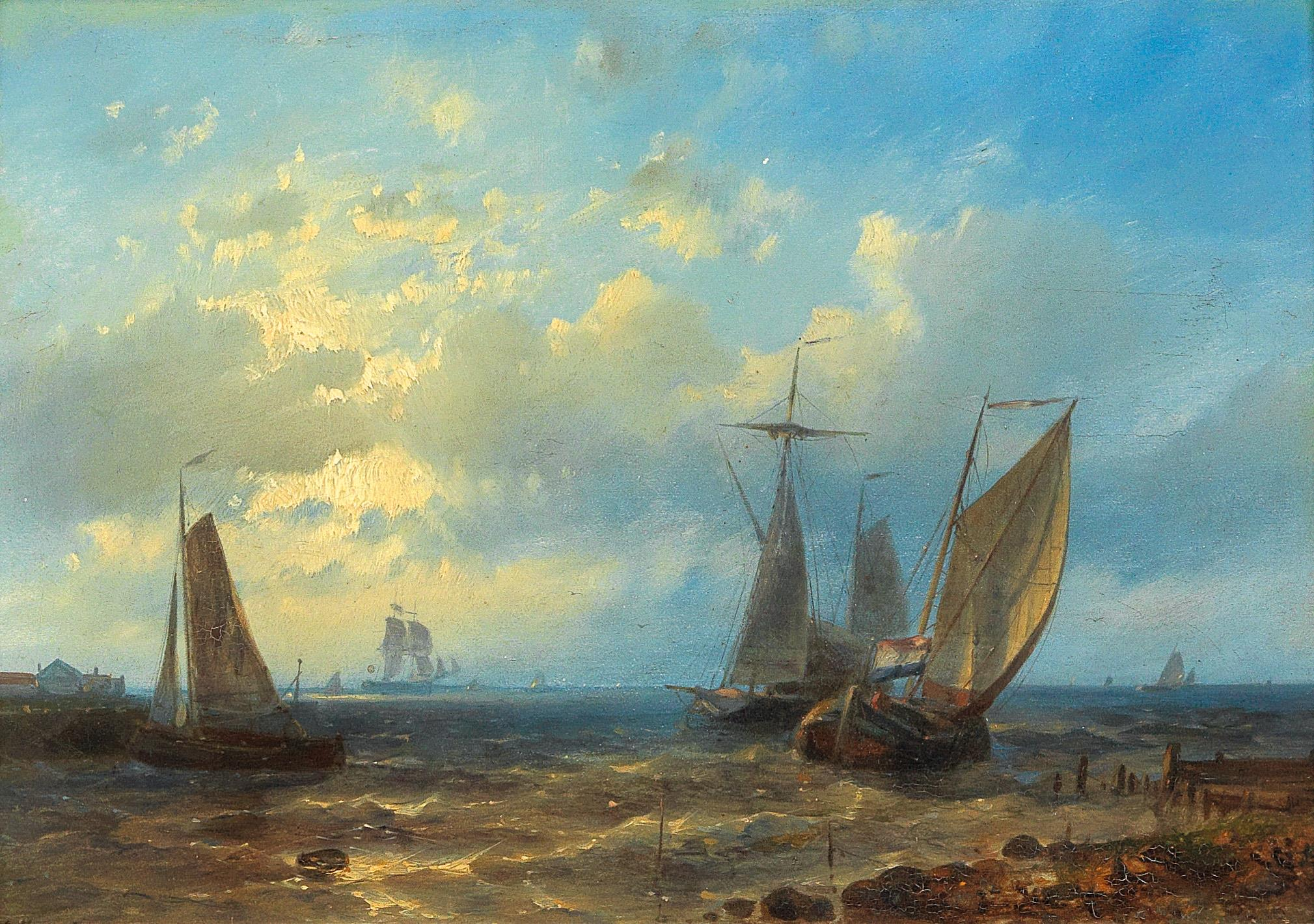
O flotă neerlandeză de hering. Taxele vamale franceze impuse acestui comerț profitabil l-au ajutat pe Willem să obțină sprijin intern pentru intervenția militară.

La începutul lunii septembrie, invazia era încă în discuție, Stările Generale temându-se de un atac francez prin Flandra în timp ce armata lor se afla în Anglia. Capitularea Belgradului⁠(d) din 6 septembrie părea să prefigureze însă colapsul otomanilor și să elibereze austriecilor resurse care să fie utilizate în Germania. În speranța că va putea să acționeze înainte ca Leopold să poată răspunde și să reducă presiunea asupra otomanilor, Ludovic a atacat Philippsburgul⁠(d). Întrucât Franța era acum implicată în Germania, aceasta a redus considerabil amenințarea la adresa neerlandezilor.
Ludovic a încercat în schimb să intimideze Stările Generale, iar pe 9 septembrie, trimisul său, D'Avaux⁠(d), le-a înmânat două scrisori. Prima avertiza că un atac asupra lui Iacob ar însemna război cu Franța, a doua că orice amestec în operațiunile franceze din Germania se putea încheia cu distrugerea statului neerlandez. Ambele amenințări au avut efect contrar; convins fiind că Ludovic încearcă să-l târască în război, Iacob le-a spus neerlandezilor că nu există nicio alianță secretă anglo-franceză împotriva lor, deși negările sale nu au făcut decât să le sporească suspiciunile. Confirmând că obiectivul principal al Franței era Renania, a doua i-a permis lui Willem să mute trupele de la granița de est către coastă, chiar dacă majoritatea noilor mercenari încă nu sosiseră.
Pe 22 septembrie, francezii au rechiziționat peste 100 de nave neerlandeze, multe deținute de negustori din Amsterdam; ca răspuns, pe 26 septembrie, Consiliul Orășenesc din Amsterdam a acceptat să-l susțină pe Willem. Aceasta a fost o decizie semnificativă, deoarece Consiliul domina Stările Generale ale Olandei⁠(d), cel mai puternic organism politic din Republica Neerlandeză, care contribuia cu aproape 60% la bugetul acesteia. Trupele franceze au intrat în Renania pe 27 septembrie și, într-o sesiune secretă ținută pe 29, Willem a pledat pentru un atac preventiv⁠(d), justificând că Ludovic și Iacob ar „încerca să aducă acest stat la ruina și subjugarea sa finală, imediat ce vor găsi ocazia”. Propunerea a fost acceptată de către Stări, obiectivul rămânând în mod deliberat vag, fiind enunțat drept „regele și națiunea engleză să trăiască într-o relație bună și să fie utili prietenilor și aliaților lor, și în special acestui stat”.
În urma aprobării lor, piața financiară din Amsterdam a contractat un împrumut de patru milioane de guldeni în doar trei zile, finanțarea ulterioară provenind din diverse surse, inclusiv două milioane de guldeni de la bancherul Francisco Lopes Suasso⁠(d). Cea mai mare îngrijorare pentru Olanda era impactul potențial asupra economiei și politicii olandeze în cazul că Willem ar fi devenit conducător al Angliei; afirmația că el nu avea nicio intenție de a-l „îndepărta pe rege de pe tron” nu a fost crezută. Aceste temeri erau pe deplin justificate; accesul lui Willem la resursele engleze diminua permanent puterea Amsterdamului în cadrul Republicii și statutul său de principal centru comercial și financiar al lumii.

## Strategia defensivă a englezilor

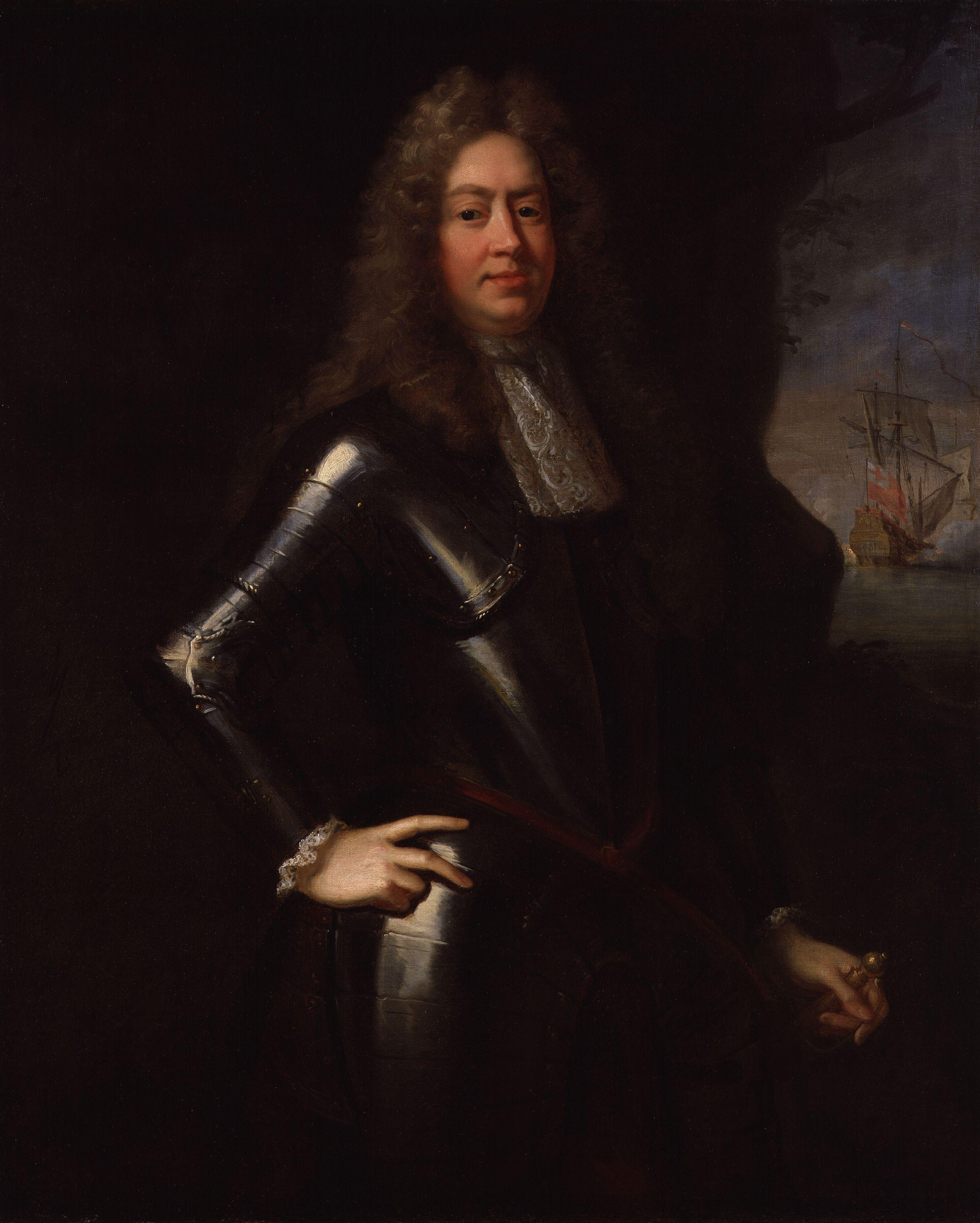
Amiralul, comandantul flotei engleze

Nici Iacob, nici Sunderland nu aveau încredere în Ludovic, bănuind pe bună dreptate că sprijinul acestuia va continua doar atâta timp cât el coincide cu interesele francezilor, în timp ce Maria de Modena susținea că avertismentele lui erau doar o încercare de a atrage Anglia într-o alianță nedorită. Ca fost comandant naval, Iacob aprecia dificultățile unei invazii pe mare, chiar și pe vreme bună și, pe măsură ce se apropia toamna, probabilitatea părea să scadă. Cum neerlandezii erau în pragul războiului cu Franța, el nu credea că Stările Generale i-ar permite lui Willem să încerce o asemenea aventură; dacă ar face-o, Iacob considera că armata și marina lui sunt suficient de puternice pentru a-i învinge.
Rezonabilă în teorie, baza pe care o punea Iacob pe loialitatea și eficiența armatei s-a dovedit profund defectuoasă. Atât armata, cât și marina rămăseseră în mare parte protestante și anticatolice; în iulie, doar intervenția personală a lui Iacob a împiedicat o răscoală a Marinei, după ce un căpitan catolic a ținut o liturghie⁠(d) pe nava sa. Transferul a 2.500 de catolici din Armata Regală Irlandeză⁠(d) în Anglia, în septembrie, a dus la ciocniri cu trupele protestante, în care unele dintre cele mai de încredere unități ale sale au refuzat să se supună ordinelor, iar mulți dintre ofițerii lor au demisionat.
Când Iacob a cerut repatrierea tuturor celor șase regimente ale Brigăzii Scoțiene în ianuarie 1688, Willem a refuzat, dar a folosit ocazia pentru a-i elimina pe cei în care nu avea încredere, un total de 104 ofițeri și 44 de soldați. Este posibil și să fi profitat de ocazie să trimită în avans agenți williamiți, cum ar fi colonelul Belasyse⁠(d), un protestant cu peste 15 ani de serviciu care s-a întors la moșiile familiei sale din Yorkshire și a luat legătura cu Danby. Promovarea în funcții de comandă a foștilor ofițeri catolici de brigadă, precum Thomas Buchan⁠(d) și Alexander Cannon⁠(d), a dus la formarea Asociației Ofițerilor Protestanți, care includea veterani seniori precum Charles Trelawny⁠(d), John Churchill și Percy Kirke⁠(d).
Pe 14 august, Churchill i-a oferit sprijinul lui Willem, ajutându-l să se convingă că merită riscul unei invazii; deși Iacob era la curent cu conspirația, nu a luat nicio măsură. Un motiv ar fi putut fi temerile legate de impactul asupra armatei; cu o forță nominală de 34.000 de oameni, ea părea impresionantă pe hârtie, dar moralul era fragil, și mulți erau neinstruiți sau le lipseau armele. Ei ar fi trebuit apoi și să îndeplinească roluri de forțe de ordine, care anterior fuseseră delegate unei miliții, dar care fusese lăsată în mod deliberat să se dezintegreze; majoritatea celor 4000 de soldați din trupele regulate aduse din Scoția în octombrie urmau să fie staționați în Londra pentru a menține ordinea. În octombrie, s-au făcut încercări de a reînființa miliția, dar se pare că mulți membri ai acesteia erau atât de supărați din cauza schimbărilor aduse corporațiilor locale, încât Iacob a fost sfătuit că este mai bine să nu îi readucă sub arme.

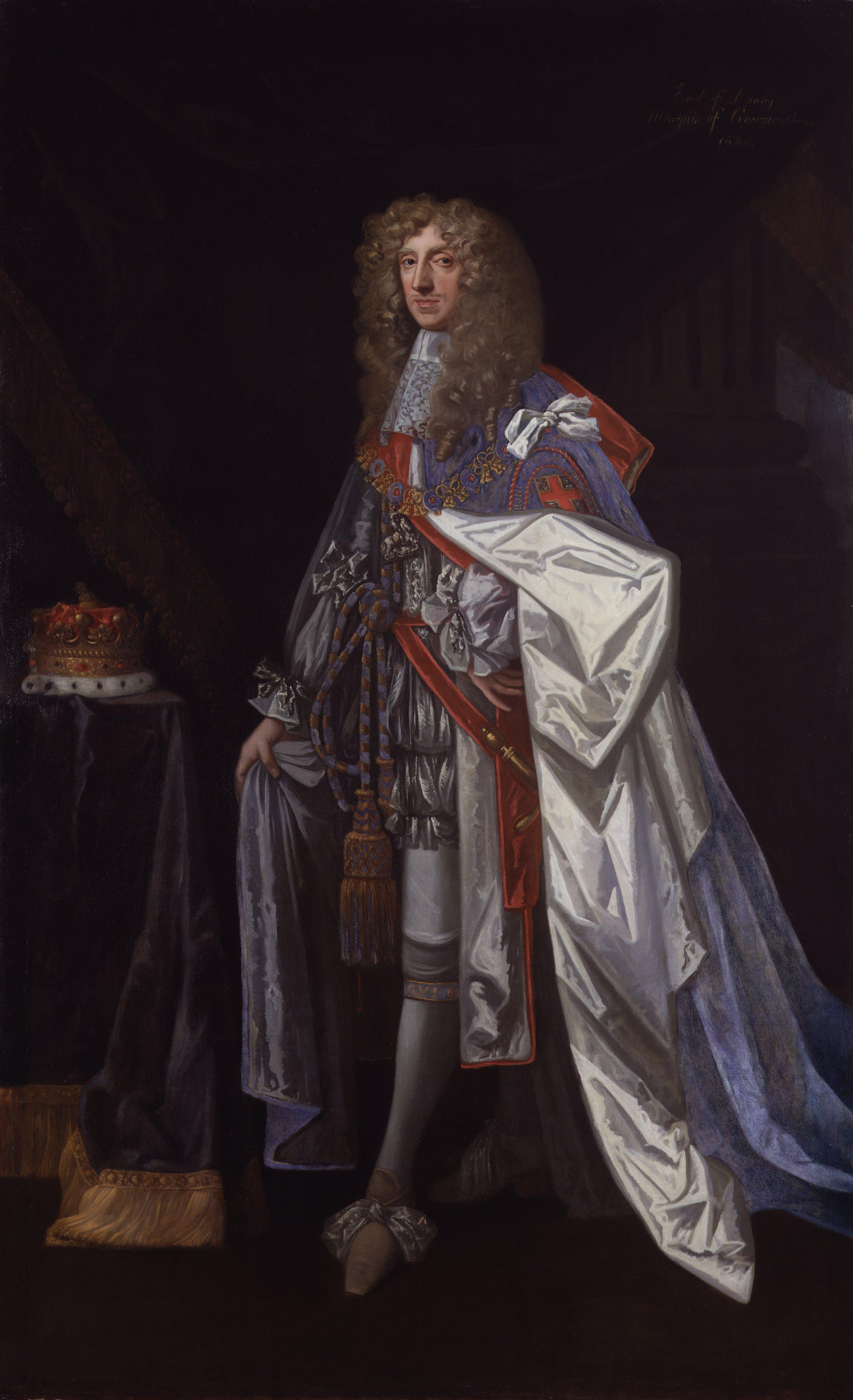
, unul dintre Cei Șapte Nemuritori și agentul lui Willem în nordul Angliei

Nemulțumirea generalizată și ostilitatea crescândă față de regimul Stuart erau deosebit de evidente în nord-estul și sud-vestul Angliei, cele două puncte de debarcare identificate de Willem. Trelawny, un Tory al cărui frate, Jonathan⁠(d), era unul dintre cei Șapte Episcopi, a angajat sprijinul unui bloc puternic și bine conectat din West Country⁠(d), care a permis accesul la porturile Plymouth și Torbay. În nord, o forță organizată de Belasyse și Danby se pregătea să cucerească Yorkul, cel mai important oraș din regiune, și Hull, cel mai mare port.
Herbert fusese înlocuit de Dartmouth⁠(d) în funcția de comandant al flotei când primul a trecut de partea inamicului în iunie, dar mulți căpitani îi datorau acestuia numirea în funcție și erau de o loialitate îndoielnică față de noul comandant. Dartmouth îi suspecta pe Berkeley și Grafton⁠(d) că complotau pentru a-l înlătura; pentru a-i monitoriza, el le-a poziționat navele lângă ale lui și a redus la minimum contactul dintre celelalte nave pentru a preveni conspirația. Lipsa de fonduri a făcut ca, cu excepția navelor de foc și navelor ușoare de recunoaștere, la începutul lunii octombrie erau disponibile doar 16 nave de război, toate de categoria a treia⁠(d) sau a patra⁠(d), care duceau lipsă atât de oameni, cât și de provizii.
Deși Downs⁠(d) era cel mai bun loc pentru a intercepta un atac peste canal, zona era vulnerabilă și la un atac surpriză, chiar și pentru navele cu echipaj complet și aprovizionate corespunzător. În schimb, Iacob și-a plasat navele într-o poziție defensivă puternică lângă Șantierul Naval Chatham⁠(d), crezând că neerlandezii vor încerca să-și valorifice superioritatea navală înainte de a se angaja la o debarcare. Deși acesta chiar fusese planul inițial, furtunile de iarnă au făcut că condițiile să se deterioreze rapid pentru cei aflați pe navele de transport; prin urmare, Willem a decis să navigheze în convoi și să evite bătălia. Vânturile dinspre est care le permiseseră neerlandezilor să traverseze rapid au împiedicat și Marina Regală să părăsească estuarul Tamisei și să intervină.
Flota engleză era depășită numeric în proporție de 2:1, cu efective insuficiente, lipsită de provizii și prost poziționată. Locurile de debarcare din sud-vest și Yorkshire fuseseră asigurate de simpatizanți, și atât armata, cât și marina erau conduse de ofițeri a căror loialitate era îndoielnică. Chiar și la începutul anului 1686, observatorii străini se îndoiau că armata va lupta pentru Iacob împotriva unui moștenitor protestant, iar Willem susținea doar că îi asigură moștenirea soției sale, Maria. Deși încă era o întreprindere periculoasă, invazia era mai puțin riscantă decât părea.

## Invazia

### Îmbarcarea armatei și Declarația de la Haga

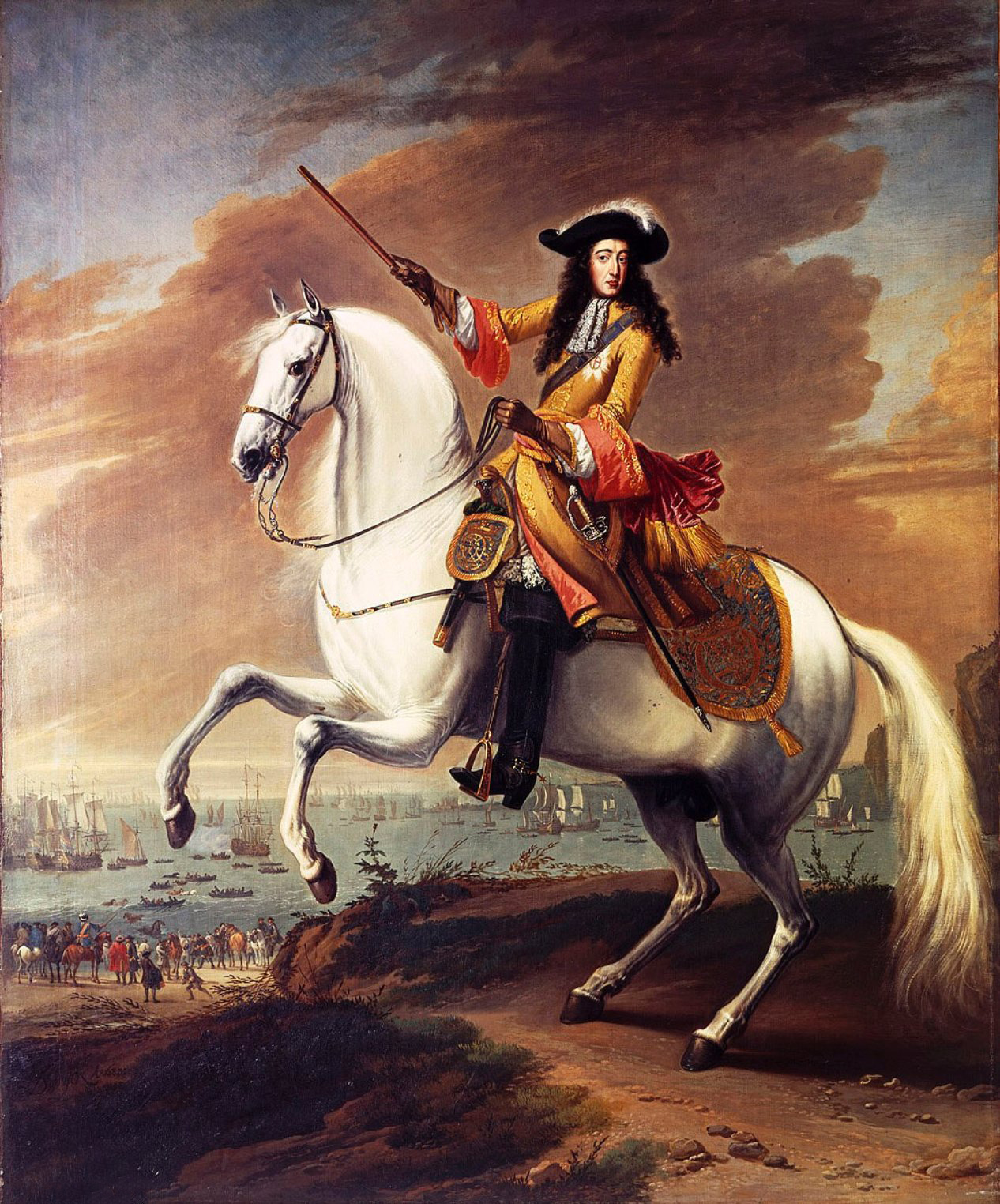
Willem al III-lea de, comemorând debarcarea de la Brixham, Torbay,

Pregătirile neerlandezilor, deși efectuate cu mare rapiditate, nu puteau rămâne secrete. Trimisul englez Ignatius White⁠(d), marchiz d'Albeville, și-a avertizat țara: „se dorește o cucerire absolută sub falsele pretexte obișnuite ale religiei, libertății, proprietății și unui Parlament liber”. Ludovic a amenințat cu o declarație imediată de război dacă Willem trece la acțiune și i-a trimis lui Iacob 300.000 livre.
Îmbarcările, începute pe 22 septembrie, fuseseră finalizate pe 8 octombrie, iar expediția a fost aprobată în mod deschis în acea zi de Stările Olandei; în aceeași zi, Iacob a emis o proclamație către națiunea engleză prin care aceasta va trebui să se pregătească de o invazie neerlandeză, pentru a preîntâmpina cucerirea țării. Pe 30 septembrie/10 octombrie, William a emis Declarația de la Haga (redactată de fapt de Fagel), din care 60.000 de cópii ale traducerii în engleză realizate de Gilbert Burnet au fost distribuite după debarcarea în Anglia, în care acesta asigura că singurul său scop era menținerea religiei protestante, instalarea unui parlament liber și cercetarea legitimității prințului de Wales. El susținea că va respecta poziția lui Iacob.
Mai departe, Willem îi blama pe sfătuitorii lui Iacob pentru răsturnarea religiei, legilor și libertăților Angliei, Scoției și Irlandei prin utilizarea puterii de suspendare și dispensă; înființarea comisiei „fățiș ilegale” pentru cauze ecleziastice și utilizarea acesteia pentru suspendarea episcopului Londrei⁠(d) și pentru înlăturarea membrilor Colegiului Magdalen de la Oxford⁠(d). Willem condamna și încercarea lui Iacob de a abroga Legile Testelor și legile penale prin presiuni asupra persoanelor și prin atacarea colegiilor parlamentare, precum și de epurarea sistemului judiciar. Încercarea lui Iacob de a suprapopula Parlamentul risca să elimine „ultimul și marele remediu pentru toate aceste rele”.

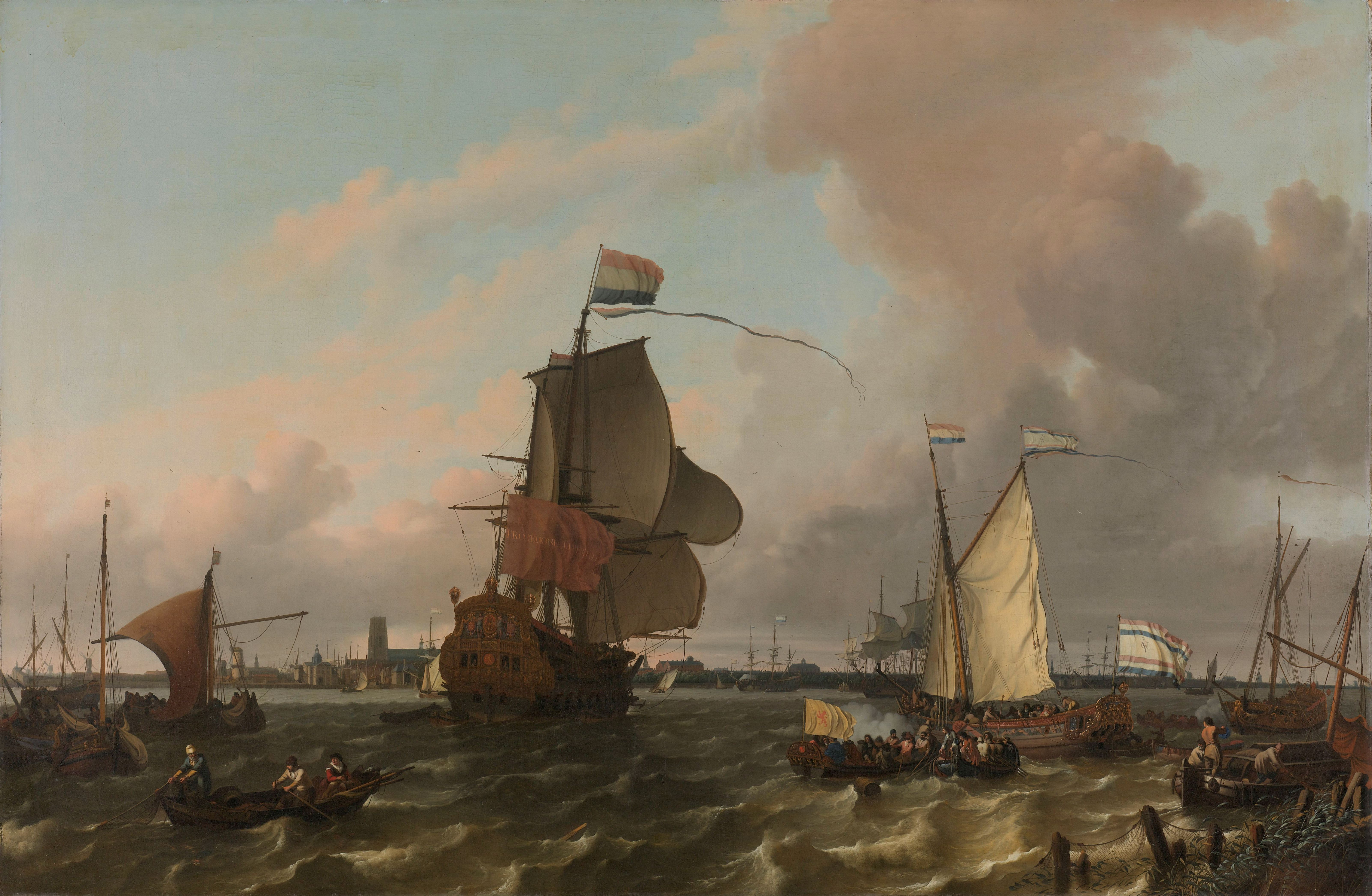
Îmbarcarea lui Willem în Den Briel

„Prin urmare”, continua Willem, „am considerat potrivit să mergem în Anglia și să ducem cu noi o forță suficientă, cu binecuvântarea lui Dumnezeu, pentru a ne apăra de violența acelor răi sfetnici. ...această expediție a noastră nu are alt scop decât acela de a reuni un Parlament liber și legal cât mai curând cu putință”. Pe 4/14 octombrie, Willem a răspuns acuzațiilor lui Iacob într-o a doua proclamație, negând orice intenție de a deveni rege sau de a cuceri Anglia, o afirmație care rămâne controversată.
Rapiditatea îmbarcării i-a surprins pe toți observatorii străini. De fapt, Ludovic își amânase amenințările împotriva neerlandezilor până la începutul lunii septembrie, deoarece presupunea că atunci va fi prea târziu în toamnă pentru a demara o expediție, dacă reacția lor s-ar dovedi negativă; de obicei, o astfel de întreprindere ar fi dura cel puțin câteva luni. Faptul că neerlandezii ar fi fost pregătiți după ultima săptămână din septembrie/prima săptămână din octombrie ar fi însemnat în mod normal că ar fi putut profita de ultima perioadă de vreme bună, deoarece furtunile de toamnă tindeau să înceapă în a treia săptămână a acelei luni. Totuși, anul acesta ele au venit mai devreme. Timp de trei săptămâni, flota de invazie a fost împiedicată de vânturi adverse spre sud-vest să plece din portul naval Hellevoetsluis, iar catolicii din toate Țările de Jos și regatele britanice au ținut mari rugăciuni pentru ca acest „vânt papistaș” să persiste. Totuși, pe 4/14 octombrie, el s-a transformat în faimosul „Vânt Protestant⁠(d)”, întorcându-se către est.

### Traversarea și debarcarea
Deși cele mai multe nave de război fuseseră furnizate de Amiralitatea din Amsterdam⁠(d), oficial Stările Generale au tratat operațiunea ca pe o afacere privată, permițându-i lui Willem să folosească armata și marina Țărilor de Jos. Comandantul nominal era Arthur Herbert⁠(d), dar controlul operațional a rămas în seama locotenentului-amiral Cornelis Evertsen cel Tânăr⁠(d) și a viceamiralului Philips van Almonde⁠(d). Însoțit de Willem Bastiaensz Schepers⁠(d), magnatul transporturilor maritime din Rotterdam care a asigurat finanțarea, Willem s-a îmbarcat pe fregata Den Briel în 16/26 octombrie.
Cu peste 400 de nave de diferite tipuri care transportau 40.000 de oameni, forța expediționară era cea mai mare flotă adunată în apele europene până la acea dată. După plecarea din 19/29 octombrie, flota a fost împrăștiată de o furtună puternică, forțând Brill să se întoarcă la Hellevoetsluis pe 21/31 octombrie. Willem a refuzat să debarce, iar flota s-a reunit, pierzând o singură navă, dar aproape o mie de cai; știrile din presă au exagerat în mod deliberat pagubele și au susținut că expediția ar putea fi amânată până în primăvara viitoare.
Dartmouth și comandanții săi superiori s-au gândit să profite de acest lucru blocând Hellevoetsluisul, apoi au decis să nu facă aceasta, în parte pentru că vremea furtunoasă făcea acțiunea să fie la fel periculoasă și pentru ei, dar și pentru că nu se puteau baza pe oamenii lor. Willem și-a înlocuit pierderile și a plecat când s-a schimbat vântul pe 1/11 noiembrie, de data aceasta îndreptându-se spre Harwich, unde Bentinck pregătise un loc de debarcare. S-a sugerat că aceasta ar fi fost un șiretlic pentru a devia unele dintre navele lui Dartmouth spre nord, ceea ce chiar a și făcut, iar când vântul s-a schimbat din nou, armada neerlandeză a navigat spre sud, înspre Strâmtoarea Dover⁠(d). Procedând astfel, au depășit de două ori flota engleză, care nu a putut să o intercepteze din cauza vânturilor și mareelor potrivnice.
Întrucât flota franceză era absentă, plecată în Marea Mediterană, pe 3/13 noiembrie, flota a intrat în Canalul Mânecii într-o formațiune de 25 de nave. Destinate să-i impresioneze pe observatori prin dimensiunea și puterea sa, trupele erau aliniate pe punte, tragând salve de muschetă, sub drapelurile fluturând și cu fanfarele militare⁠(d) cântând. Același vânt care i-a împins pe neerlandezi în josul Canalului Mânecii l-a prins pe Dartmouth în estuarul Tamisei, lăsându-l incapabil să împiedice sosirea lui Willem la Torbay pe 5/15 noiembrie.

Flota neerlandeză de la Torbay

Vremea rea l-a obligat pe Dartmouth să ancoreze în Portsmouth timp de două zile, permițându-i lui Willem să-și termine debarcarea netulburat. Majoritatea estimărilor sugerează că forța sa era formată din aproximativ 15.000 de soldați din trupele regulate, plus până la 5.000 de voluntari, în mare parte exilați britanici și hughenoți francezi. De asemenea, a adus arme pentru a echipa alți 20.000 de oameni, deși prăbușirea ulterioară a armatei lui Iacob a însemnat că majoritatea voluntarilor locali au fost trimiși rapid acasă.

## Prăbușirea domniei lui Iacob
Iacob se considera protejat de o invazie, din cauza amenințării franceze la adresa Țărilor de Jos Spaniole, datorită marinei sale și pentru că era târziu în an pentru lansarea unei expediții. Acum a intrat în panică și s-a întâlnit cu episcopii pe 28 septembrie, oferindu-le concesii. Aceștia au răspuns cinci zile mai târziu cu cereri ca acesta să restabilească poziția religioasă la cea predominantă în februarie 1685 și să organizeze alegeri libere pentru un nou Parlament. Deși sperau că acest lucru îi va permite lui Iacob să rămână rege, în realitate existau puține șanse ca acest lucru să se mai întâmple. El ar fi fost obligat cel puțin să-și dezmoștenească fiul, să aplice Legile Testelor și să accepte supremația Parlamentului, toate acestea fiind inacceptabile pentru el. În plus, adversarii săi Whig deja nu mai aveau încredere că își va respecta promisiunile, în timp ce Tory precum Danby erau prea devotați lui Willem pentru a scăpa de pedeapsa ulterioară.
Deși veteranii săi erau superiori recruților în mare parte netestați ai Armatei Regale, Willem și susținătorii săi englezi au preferat să evite vărsarea de sânge. Torbay era suficient de departe de Londra pentru a oferi regimului timp să se prăbușească de la sine, în timp ce, pentru a evita înstrăinarea populației locale, trupele sale erau bine aprovizionate și plătite cu trei luni în avans. Pe 9/19 noiembrie, el a intrat în Exeter și a emis o proclamație în care susținea că urmărea doar să asigure drepturile soției sale și un Parlament liber. În ciuda acestui fapt, nu a existat prea mult entuziasm pentru niciuna dintre părți, iar starea generală era una de confuzie și neîncredere. În nordul Angliei, o mare parte a nobilimii și-a confirmat sprijinul pentru invazie după ce Danby a citit Declarația la York pe 12/22 noiembrie.
Pe 19/29 noiembrie, Iacob s-a alăturat forței sale principale de 19.000 de oameni la Salisbury, dar moralul era scăzut, iar loialitatea unor comandanți îndoielnică, un număr de ofițeri trecând de partea lui Willem între 10/20 și 20/30 noiembrie. Deși numărul soldaților era relativ mic, dezertările au afectat grav moralul în timp ce Armata Regală ducea lipsă atât de alimente, cât și de muniții. Pe 20/30 noiembrie, dragonii regali s-au ciocnit cu avangarda williamită la Wincanton⁠(d), dar, împreună cu o mică ciocnire la Reading⁠(d) pe 9/19 decembrie, acestea au fost singurele acțiuni militare substanțiale ale campaniei. După ce și-a asigurat spatele prin cucerirea orașului Plymouth pe 18/28 noiembrie, Willem și-a început avansul pe 21 noiembrie/1 decembrie, în timp ce Danby și Belasyse au cucerit orașele York și Hull câteva zile mai târziu.

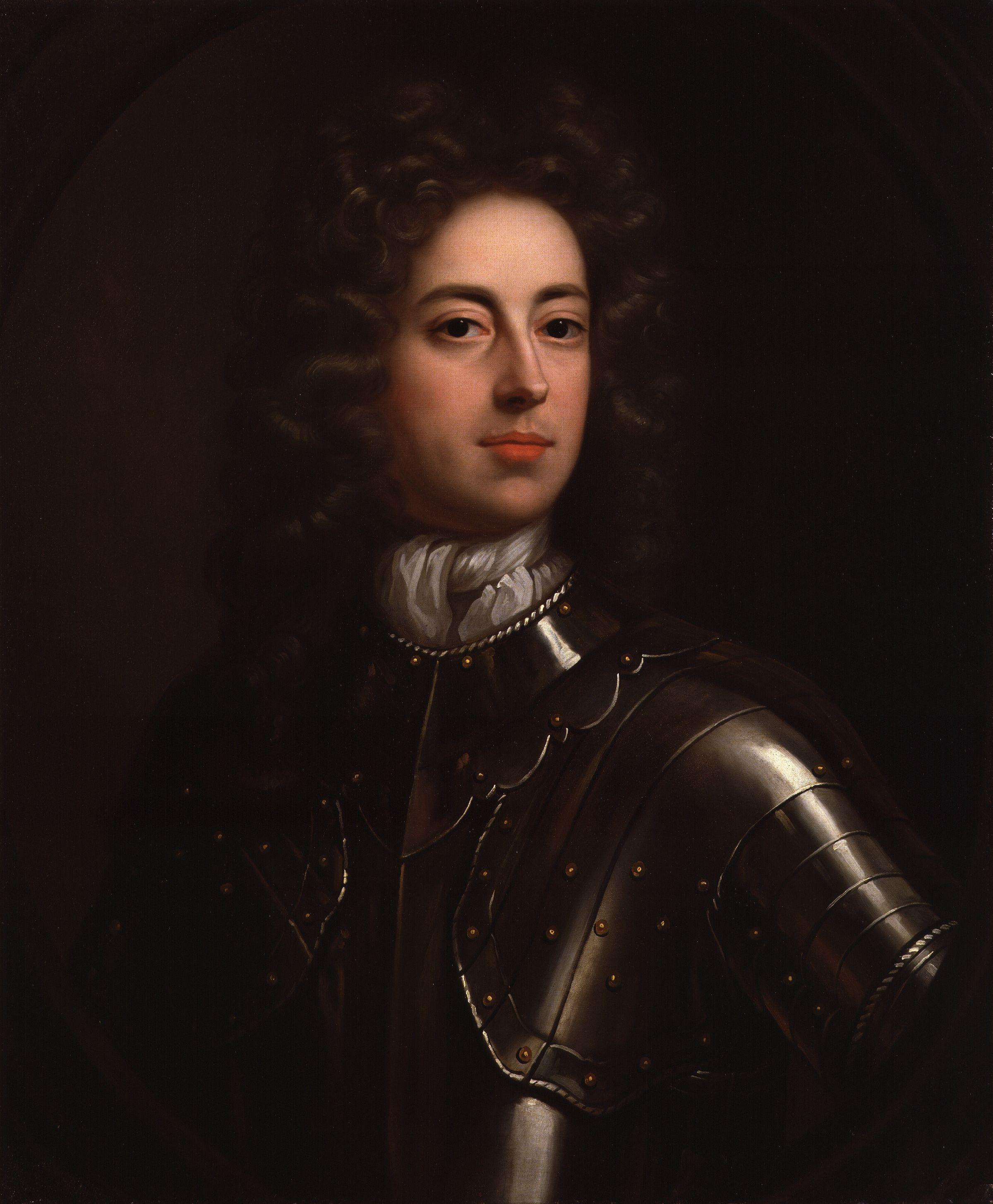
John Churchill, în jurul anului 1685, a cărui trecere de partea lui William a fost o lovitură grea

Comandantul său, Feversham⁠(d), și alți ofițeri superiori l-au sfătuit pe Iacob să se retragă. Neavând informații despre mișcările lui Willem, bănuitor față de propriii soldați, epuizat de lipsa de somn și de sângerările nazale debilitante, pe 23 noiembrie/3 decembrie, Iacob a acceptat. Din cauza implicațiilor sale strategice, retragerea a fost practic o recunoaștere a înfrângerii. Pe 24 noiembrie/4 decembrie, Churchill, Grafton și soțul prințesei Ana, George, s-au alăturat lui Willem, urmați de Ana însăși pe 26 noiembrie/6 decembrie. A doua zi, Iacob s-a întâlnit cu acei nobili care se aflau încă la Londra și, cu excepția lui Melfort, Perth și a altor catolici, aceștia l-au îndemnat să anunțe alegeri parlamentare libere și să negocieze cu Willem.
Pe 8/18 decembrie, Halifax⁠(d), Nottingham⁠(d) și Godolphin⁠(d) s-au întâlnit cu Willem la Hungerford pentru a-i asculta revendicările, care includeau demiterea catolicilor din funcțiile publice și finanțarea armatei sale. Mulți au considerat acestea o bază rezonabilă pentru o înțelegere, dar Iacob s-a hotărât să fugă din țară, convins că viața îi era amenințată. Această sugestie este în general respinsă de istorici, deoarece Willem a precizat clar că nu va permite ca unchiul său să fie vătămat. Unii Tory chiar sperau că Iacob își va putea păstra tronul, dar va numi un succesor protestant, în timp ce Whig-ii au preferat să-l alunge din țară impunându-i condiții pe care acesta le-ar refuza.
Regina și prințul de Wales au plecat spre Franța pe 9/19 decembrie, iar Iacob i-a urmat separat pe 10/20 decembrie. Însoțit doar de Edward Hales⁠(d) și Ralph Sheldon, el s-a îndreptat spre Faversham, în Kent, în căutarea unui vas care să îl ducă spre Franța, aruncând mai întâi Marele Sigiliu⁠(d) în râul Tamisa, într-o ultimă încercare de a împiedica convocarea Parlamentului. La Londra, fuga sa și zvonurile⁠(d) despre o invazie „papistașă” au dus la revolte și distrugerea proprietăților catolice, care s-au răspândit rapid în toată țara. Pentru a umple vidul de putere, contele de Rochester⁠(d) a înființat un guvern temporar care includea membri ai Consiliului Privat și autorități ale Cetății Londra, dar le-a luat două zile să restabilească ordinea.

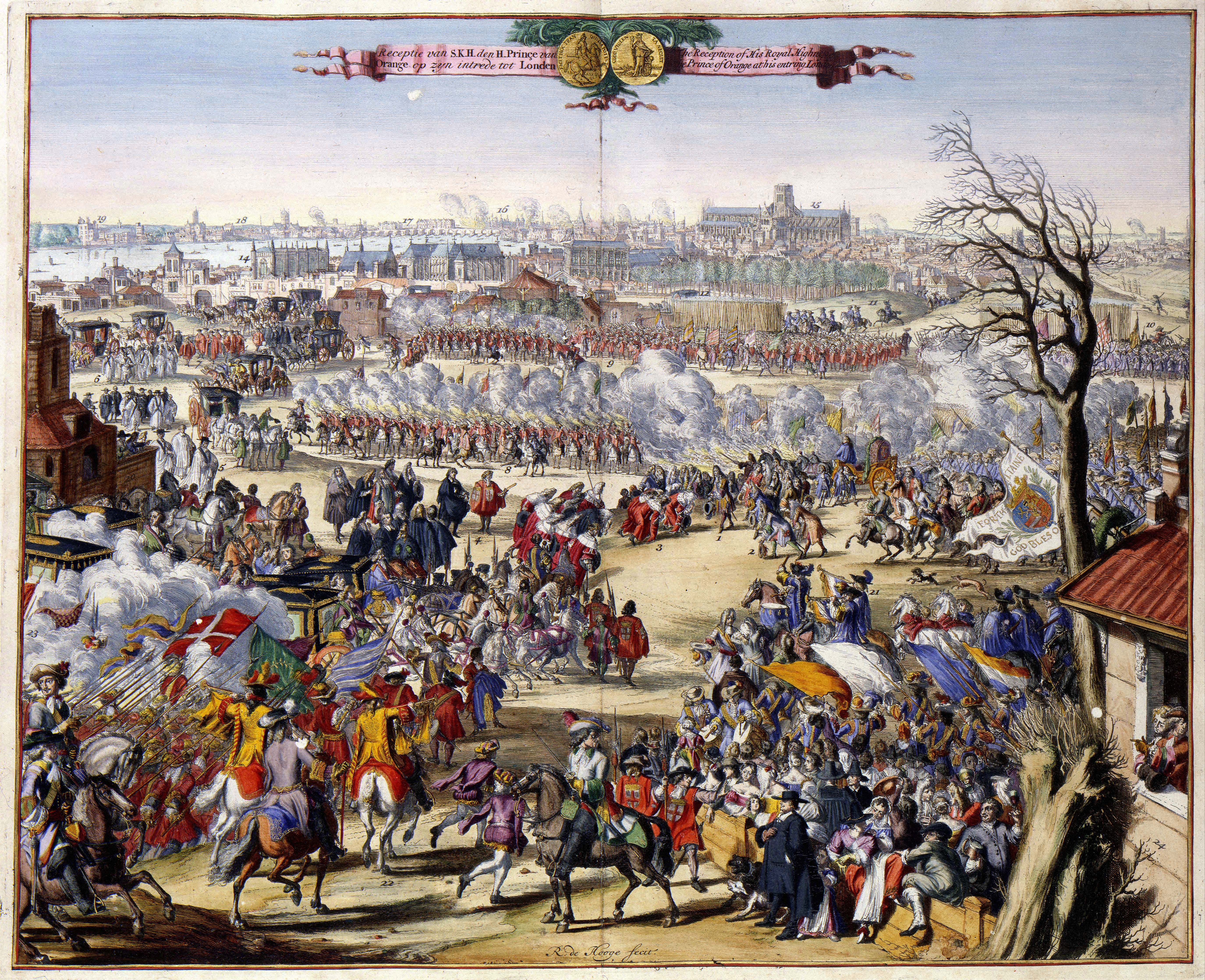
Intrarea lui William în Londra,

Când a sosit veșstea, Iacob fusese capturat în Faversham pe 11/21 decembrie de pescarii locali, iar Lord Ailesbury⁠(d), unul dintre însoțitorii săi personali, a fost trimis să-l escorteze înapoi la Londra. La intrarea în oraș pe 16/26 decembrie, el a fost întâmpinat de mulțimi care îl aclamau. Lăsând impresia că James a rămas la conducere, loialiștii Tory sperau la o înțelegere care să-i lase la guvernare. Pentru a crea o aparență de normalitate, el a ascultat Liturghia și a prezidat o ședință a Consiliului Privat. Iacob i-a spus clar ambasadorului francez Paul Barillon⁠(d) că încă intenționează să fugă în Franța. Puținii susținători rămași au considerat fuga sa drept lașitate și o neglijență infracțională de a asigura legea și a ordinea.
Bucuros să-l ajute să plece în exil, Willem i-a recomandat să se mute la Ham⁠(d), în mare parte pentru că de acolo era ușor să fugă. Iacob a sugerat în schimb Rochester, probabil că pentru că acolo era garda sa personală, în realitate poziționată convenabil pentru o navă spre Franța. Pe 18/28 decembrie, el a părăsit Londra cu o escortă neerlandeză în timp ce Willem intra, aclamat de aceeași mulțime care îl salutase pe predecesorul său cu două zile înainte. Willem a ocupat Londra și controla acum efectiv guvernul englez, precum și armata, marina și finanțele țării. Pe 22 decembrie/1 ianuarie, Berwick a sosit la Rochester cu pașapoarte în alb care le permiteau să părăsească Anglia, în timp ce gărzile sale au primit instrucțiuni să nu-i împiedice plecarea. Deși Ailesbury și alții l-au implorat să rămână, Iacob a plecat spre Franța pe 23 decembrie/2 ianuarie.

## Aranjamentul revoluționar

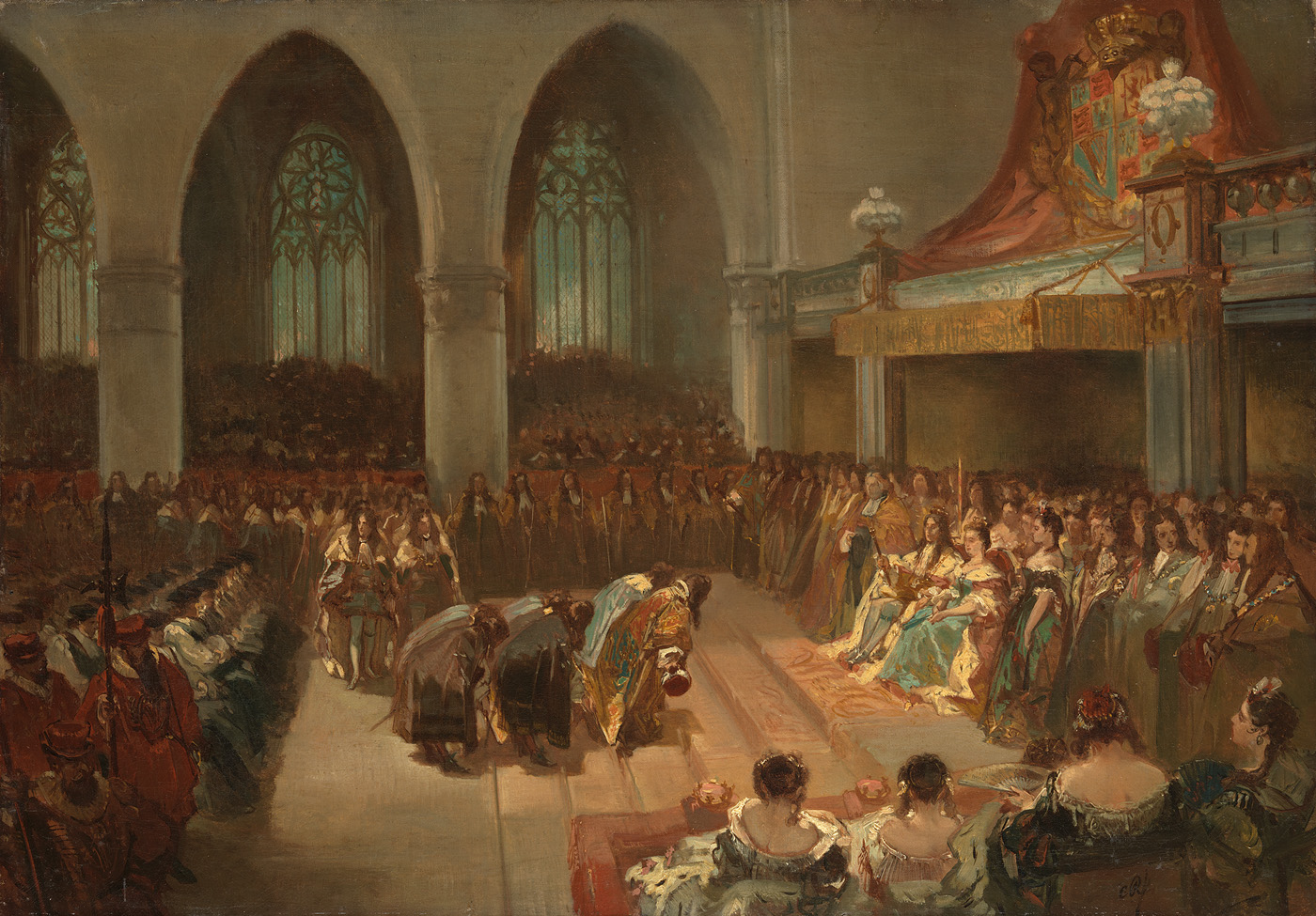
Încoronarea lui William și a Mariei, de. William al III-lea și Maria a II-a au domnit împreună până la moartea ei în 1694, când William a devenit unicul monarh.

Plecarea lui Iacob i-a permis lui Willem să preia controlul guvernului provizoriu pe 28 decembrie 1688/7 ianuarie 1689. La începutul lunii ianuarie au avut loc alegeri pentru un Parlament al Convenției⁠(d), care s-a întrunit pe 22 ianuarie/1 februarie 1688. În timp ce Whig-ii aveau o mică majoritate în Camera Comunelor⁠(d), Camera Lorzilor era dominată de Tory, dar ambele erau conduse de moderați. Chiar și loialiștii casei Stuart, precum arhiepiscopul Sancroft, au recunoscut că menținerea lui Iacob pe tron nu mai era posibilă. În schimb, ei au cerut ca fiica acestuia, Maria, să fie numită ori regentă, ori unic monarh.
Chestiunea a fost dezbătută de-a lungul următoarelor două săptămâni, spre marea supărare a lui Willem, care avea nevoie de o hotărâre rapidă. Situația din Irlanda se deteriora rapid, în timp ce francezii cuceriseră mari părți din Renania și se pregăteau să atace Țările de Jos. La o întâlnire cu Danby și Halifax în 3/13 februarie, el a declarat că se va întoarce acasă dacă Convenția nu îl va numi monarh împreună cu Maria, în timp ce aceasta a afirmat că va domni numai împreună cu soțul ei. Confruntat cu acest ultimatum, pe 6/16 februarie Parlamentul a declarat că, alegând exilul, Iacob a abdicat și, prin urmare, a renunțat la Coroană, care a fost, prin urmare, oferită împreună lui Willem și Mariei.
Istoricul Tim Harris⁠(d) susține că cel mai radical act al Revoluției din 1688 a fost ideea unui „contract” între conducător și popor, repudiind ideologia dreptului divin susținută de Stuarți. Deși aceasta a fost o victorie pentru Whig-i, Tory au propus și alte proiecte de lege, adesea cu sprijin moderat din partea Whig-ilor, menite să protejeze establishmentul anglican de la a fi subminat de viitorii monarhi, inclusiv de calvinul⁠(d) William. Declarația Drepturilor⁠(d) a fost un compromis tactic, care a stabilit ce făcuse Iacob greșit și care sunt drepturile cetățenilor englezi, fără a se pune de acord asupra cauzei lor sau a oferi soluții. În decembrie 1689, toate acestea au fost incluse în Legea Drepturilor.
Au rămas însă două domenii care au deschis noi drumuri constituționale, ambele răspunsuri la ceea ce au fost considerate abuzuri specifice din partea lui Iacob. În primul rând, Declarația Drepturilor a stabilit că este ilegală menținerea unei armate permanente fără consimțământul parlamentar, anulând Legile Miliției din 1661 și 1662 și plasând armata sub controlul Parlamentului, nu Coroanei. Al doilea a fost Legea Jurământului de Încoronare din 1688⁠(d); urmarea încălcării de către Iacob a jurământului depus în 1685, acesta a stabilit obligații ale monarhiei față de popor.
La încoronarea lor în 11/21 aprilie, Willem (cunoscut noilor supuși ca William) și Maria au jurat să „guverneze poporul acestui regat al Angliei și stăpânirile aferente acestuia, conform statutelor convenite în Parlament și legilor și obiceiurilor acestuia”. De asemenea, ei se angajau să păstreze credința reformată protestantă și să „păstreze inviolabil statutul Bisericii Angliei, precum și doctrina, cultul, disciplina și guvernarea acesteia, așa cum sunt stabilite prin lege”.

### Scoția

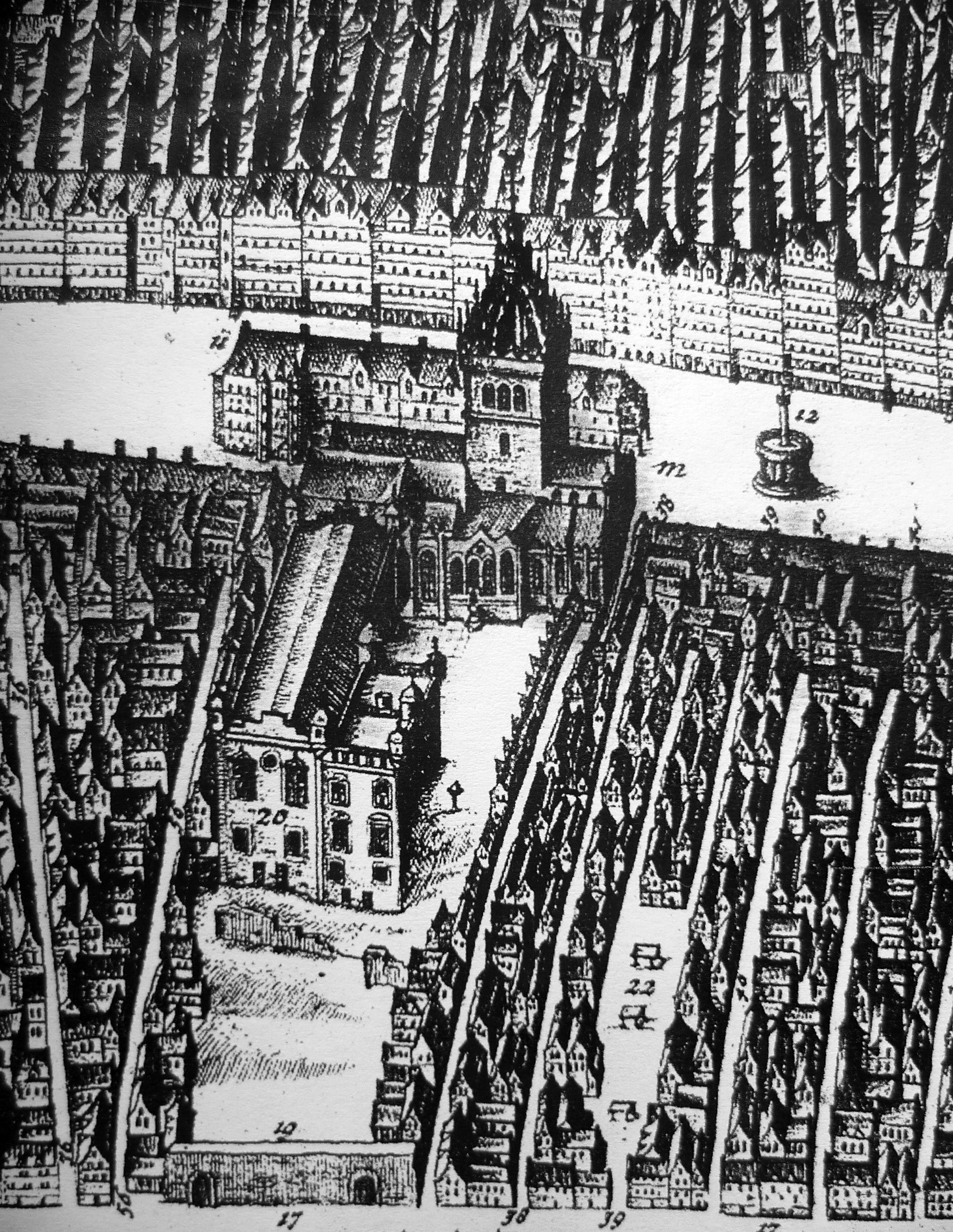
, unde s-a întrunit în martie 1689

Deși Scoția nu fusese implicată în debarcare, până în noiembrie 1688 doar o mică minoritate de acolo îl mai susținea pe Iacob. Mulți dintre cei care l-au însoțit pe William erau exilați scoțieni, inclusiv contele de Melville⁠(d), ducele de Argyll⁠(d), capelanul său personal, William Carstares⁠(d), și Gilbert Burnet⁠(d). Vestea despre fuga lui Iacob a dus la sărbători și răscoale anticatolice în Edinburgh și Glasgow. Majoritatea membrilor Consiliului Privat Scoțian⁠(d) s-au dus la Londra. Pe 7/17 ianuarie 1689, ei i-au cerut lui William să preia guvernul. În martie au avut loc alegeri pentru o Convenție Scoțiană⁠(d), care și ea a fost o competiție între prezbiterieni și episcopalieni pentru controlul asupra bisericii. Deși doar 50 dintre cei 125 de delegați erau clasificați drept episcopalieni, aceștia sperau la victorie, deoarece William susținea păstrarea episcopilor.
Pe 16/26 martie a fost citită convenției o scrisoare de la Iacob, în care se cerea ascultare și se amenința cu pedepse pentru nesupunere. Furia publică provocată de tonul scrisorii a făcut ca unii episcopalieni să nu mai participe la convenție, susținând că se tem pentru siguranța lor, iar alții să treacă în cealaltă tabără. Răscoala iacobită din 1689–1691 l-a obligat pe William să facă concesii prezbiterienilor, a pus capăt episcopatului în Scoția și a exclus o parte semnificativă a clasei politice. Mulți s-au întors ulterior la Kirk, dar episcopalianismul nejuraților⁠(d) a fost factorul determinant al sprijinului iacobit⁠(d) în 1715 și 1745.
Parlamentul englez a susținut că Iacob și-a „abandonat” tronul. Convenția a susținut că acesta l-a „pierdut” prin acțiunile sale, așa cum au fost ele enumerate în Articolele de Reclamație. Pe 11/21 aprilie, Convenția a pus capăt domniei lui Iacob al Scoției și a adoptat Articolele de Reclamație și Legea privind revendicarea dreptului, făcând din Parlament principala putere legislativă din Scoția. Pe 11/21 mai, William și Maria au acceptat Coroana Scoției; după acceptarea lor, Revendicarea și Articolele au fost citite cu voce tare, ceea ce a dus la o dezbatere imediată pe tema dacă o aprobare a acestor documente era sau nu implicită prin această acceptare. 

### Irlanda

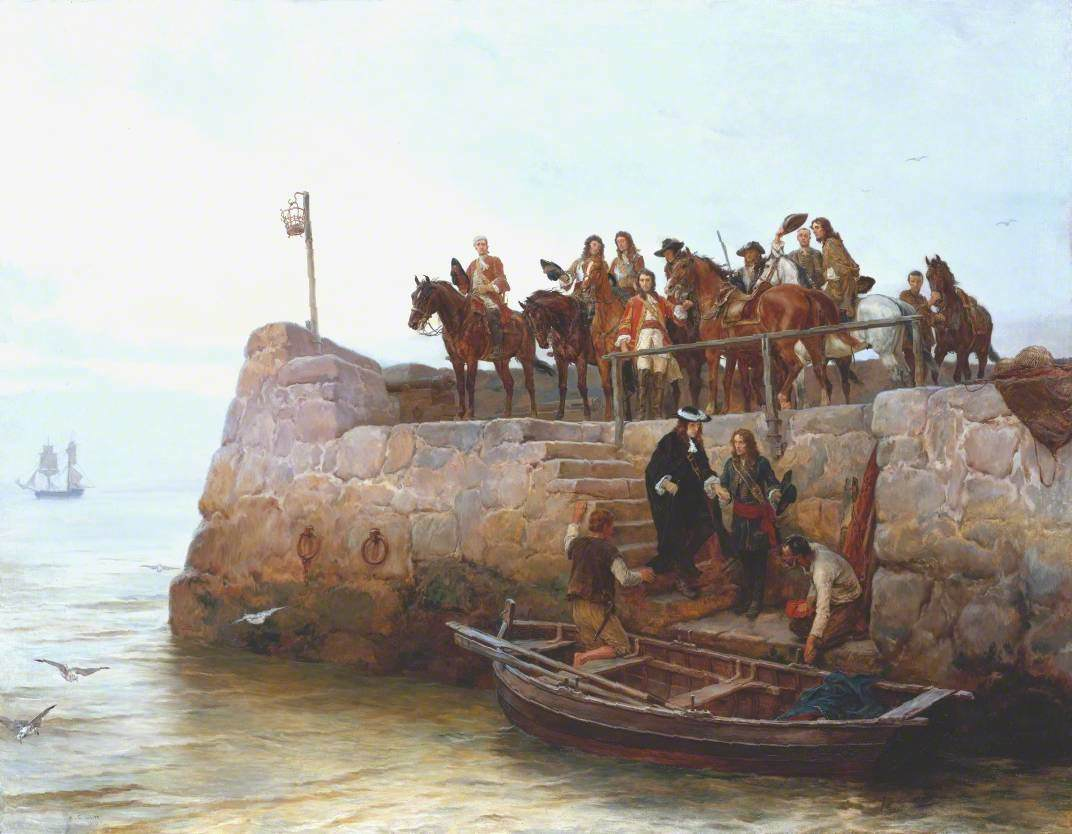
' de, 1888. Iacob al II-lea plecând spre Franța din după bătălia de pe Boyne din 1690.

După fuga sa din Anglia în decembrie 1688, Iacob al II-lea a primit refugiu la Ludovic al XIV-lea, care i-a oferit asistență financiară și diplomatică. Însoțit de 6000 de soldați francezi, a debarcat în Irlanda pe 12/22 martie 1689, unde era susținut de populația majoritar catolică. Susținătorii lui erau cunoscuți sub numele de „iacobiți⁠(d)”, iar războiul din Irlanda⁠(d) a fost însoțit de o răscoală în Scoția⁠(d); pentru Iacob, obiectivul principal era recucerirea Angliei și, prin urmare, considera atât Scoția, cât și Irlanda niște fundături strategice. Pe de altă parte, Ludovic le-a considera o oportunitate de a deturna resursele britanice din Țările de Jos, o diferență de obiective care nu a fost niciodată rezolvată în mod adecvat.
Sfetnicul catolic al lui James, contele de Tyrconnell⁠(d), strânsese o armată de aproximativ 36.000 de oameni, dar mulți erau slab echipați și era aproape imposibil să hrănească, să plătească și să aprovizioneze un număr atât de mare de combatanți. Deși au ocupat rapid o mare parte din Irlanda, inclusiv Ulsterul, în mare parte protestant, ei nu au reușit să cucerească importantul portul din nord, Derry⁠(d), și au fost forțați să se retragă la sfârșitul lunii iulie. În august, generalul williamit Schomberg⁠(d) a debarcat în Belfast Lough⁠(d) cu 15.000 de soldați, dar eșecurile logistice au făcut ca armata lui să zăbovească la Dundalk și să sufere grav din cauza bolilor și a dezertărilor.
Iacobiții scoțieni au suferit pierderi grele în obținerea victoriei de la Killiecrankie⁠(d) în iulie 1689, inclusiv liderul lor, vicontele Dundee⁠(d). Până în mai 1690, revolta fusese în mare parte înăbușită, deși chiar și la începutul anului 1692 mai persistau focare de rezistență în Highlands⁠(d). În același timp, William al III-lea a preluat comanda trupelor guvernamentale din Irlanda și a obținut un succes important în bătălia de pe Boyne din iulie 1690, înainte ca victoria de la Beachy Head să le ofere francezilor controlul temporar asupra Canalului Mânecii. Iacob s-a întors în Franța pentru a îndemna la o invazie imediată a Angliei, dar flota anglo-neerlandeză și-a recăpătat curând supremația maritimă, iar oportunitatea a fost pierdută.
Până la sfârșitul anului 1690, trupele franceze și iacobite erau limitate la sudul și vestul Irlandei. Deși a fost respins cu pierderi grele la Limerick⁠(d) în septembrie, William a transferat comanda lui Godert de Ginkel⁠(d) și s-a întors în Flandra. În ciuda primirii de întăriri și a unui nou general, marchizul de St Ruth⁠(d), armata franco-irlandeză a fost învinsă la Aughrim⁠(d) pe 12 iulie 1691; războiul din Irlanda s-a încheiat cu tratatul de la Limerick⁠(d) în octombrie, care a permis transferul grosului forțelor williamite în Țările de Jos.

## Alianța anglo-neerlandeză

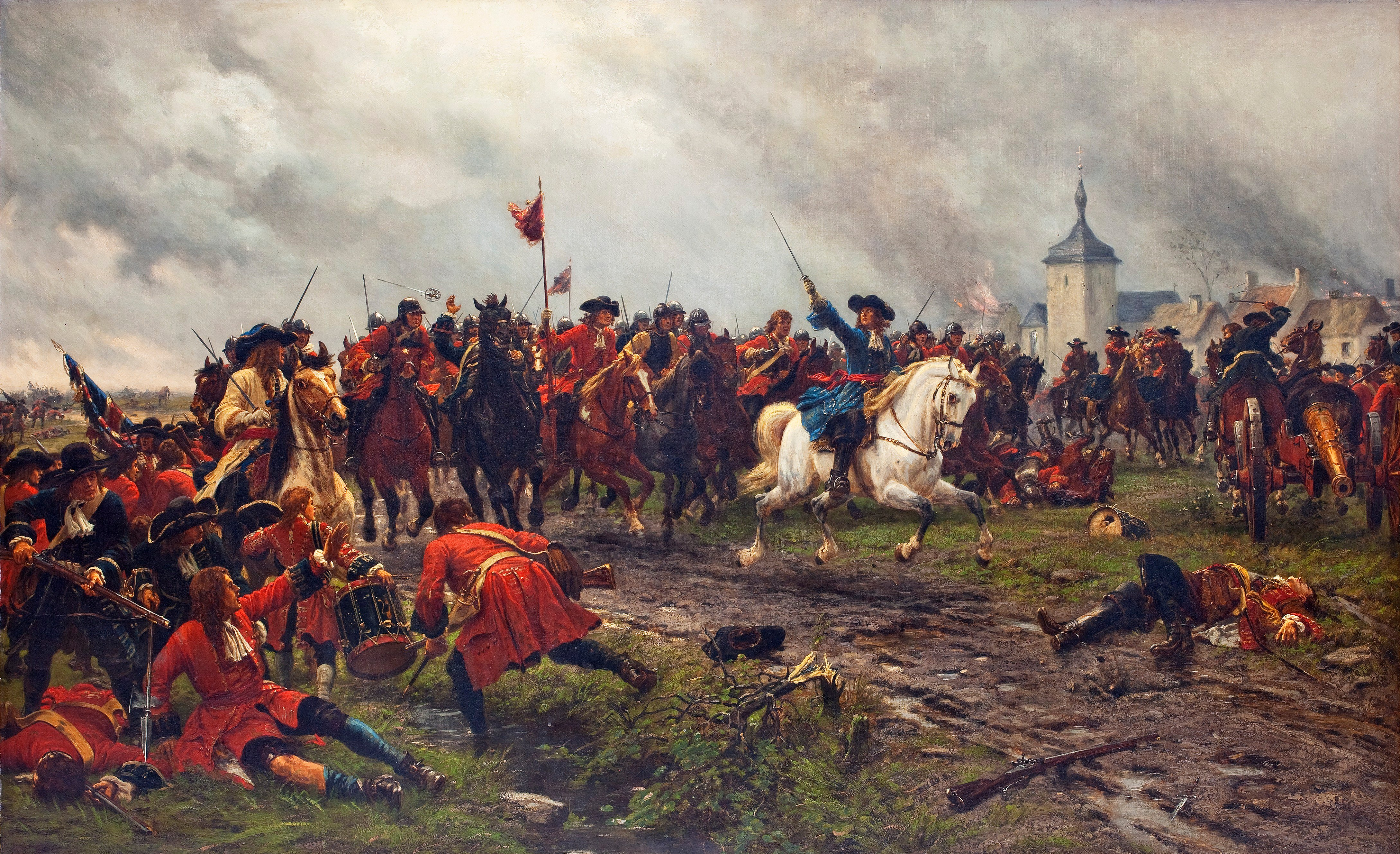
William al III-lea la din 1693, de

Deși evitase cu grijă să anunțe aceasta în public, principalul motiv al lui William de a organiza expediția fusese oportunitatea de a aduce Anglia într-o alianță împotriva Franței. Pe 9 decembrie 1688, el solicitase deja Stărilor Generale să trimită o delegație de trei persoane pentru a negocia condițiile. Pe 18/28 februarie, el a cerut convenției să sprijine Republica în războiul său împotriva Franței. Aceasta a refuzat, consimțind doar să plătească 600.000 de lire sterline pentru continuarea prezenței celor 17.000 de soldați neerlandezi în Anglia. Pe 9 martie, Stările Generale au răspuns declarației anterioare de război a lui Ludovic, declarând război Franței.
Înainte ca forțele britanice să poată participa efectiv la război, armata engleză a trebuit reorganizată. Comandantul suprem al lui Iacob, Louis de Duras, conte de Feversham⁠(d), desființase armata engleză în decembrie 1688, așa că aceasta a trebuit să fie reconstruită de la zero. Mulți ofițeri care susținuseră înlăturarea lui Iacob nu mai erau dispuși să continue sub succesorul acestuia, în timp ce William era reticent să aibă încredere în cei care nu serviseră deja sub conducerea lui. În plus, potrivit istoricului Jonathan Scott: „starea și disciplina soldaților de rând erau «deplorabile». Persista o lipsă gravă de experiență și competență la toate nivelurile.” În scopul reformării armatei engleze după model neerlandez, William a numit ofițeri neerlandezi în poziții cheie. Elita engleză nu a reușit nici ea să obțină cele mai importante posturi guvernamentale, în timp ce secretarii de stat englezi au servit în principal în posturi de execuție, și nu ca arhitecți ai politicii externe. Dezvoltarea politicii externe a fost în mare parte dirijată de William al III-lea și Anthonie Heinsius⁠(d), care a preluat rolul de Mare Pensionar al Olandei după moartea lui Fagel, la sfârșitul anului 1688. Această situație a provocat resentimente considerabile în Anglia.
Pe 19/29 aprilie, delegația neerlandeză a semnat un tratat naval cu Anglia. Acesta stipula că flota anglo-neerlandeză combinată va fi întotdeauna comandată de un englez, chiar și atunci când este de rang inferior. Neerlandezii au acceptat aceasta pentru a face ca dominația lor asupra armatei engleze să fie mai ușor acceptată de britanici. Tratatul specifica și că cele două părți vor contribui în raport de cinci nave engleze la trei nave neerlandeze, ceea ce însemna, în practică, că marina neerlandeză avea în viitor să rămână mai mică decât cea engleză, ceea ce a cauzat o neliniște considerabilă în Republica Neerlandeză. Legile privind navigația⁠(d) nu au fost abrogate. Pe 18/28 mai, noul Parlament i-a permis lui William să declare război Franței. Pe 9 septembrie 1689, William, în calitate de rege al Angliei, s-a alăturat Ligii de la Augsburg împotriva Franței.

### Declinul Republicii Neerlandeze

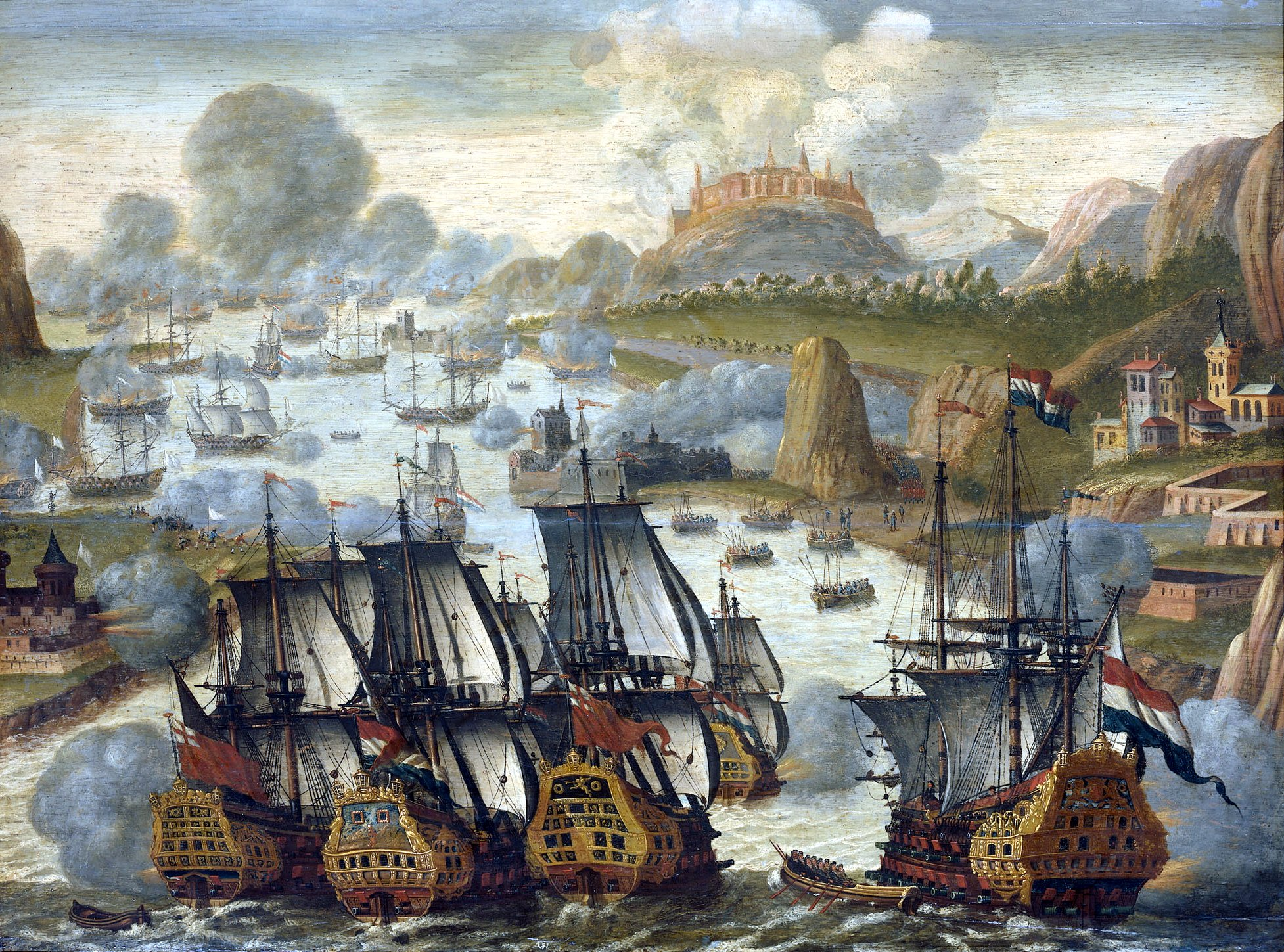
Nave neerlandeze și engleze în, 1702

Alianța cu Anglia însemna că situația militară a Republicii s-a îmbunătățit considerabil, ceea ce i-a permis lui William să fie mai intransigent în poziția sa față de Franța. Neerlandezii și-au asigurat și și-au extins pozițiile în Țările de Jos Spaniole, oprind în același timp expansiunea teritorială franceză, dar aceste campanii militare au fost foarte costisitoare. În 1712, la sfârșitul Războiului Succesiunii Spaniole, Republica era epuizată financiar și a fost obligată să-și abandoneze flota, iar atunci devenise Regatul Marii Britanii a ajuns puterea maritimă dominantă a lumii.
Economia Țărilor de Jos, deja împovărată de datoria națională ridicată și de impozitele concomitente foarte mari, a suferit de pe urma politicilor protecționiste ale celorlalte state europene, cărora flota ei slăbită nu le-a mai putut rezista. Mai grav, principalele case comerciale și bancare neerlandeze și-au mutat o mare parte din activitate de la Amsterdam la Londra după 1688. Între 1688 și 1720, dominația asupra comerțului mondial a fost transferată de la Republică spre Marea Britanie.

## Evaluare și istoriografie

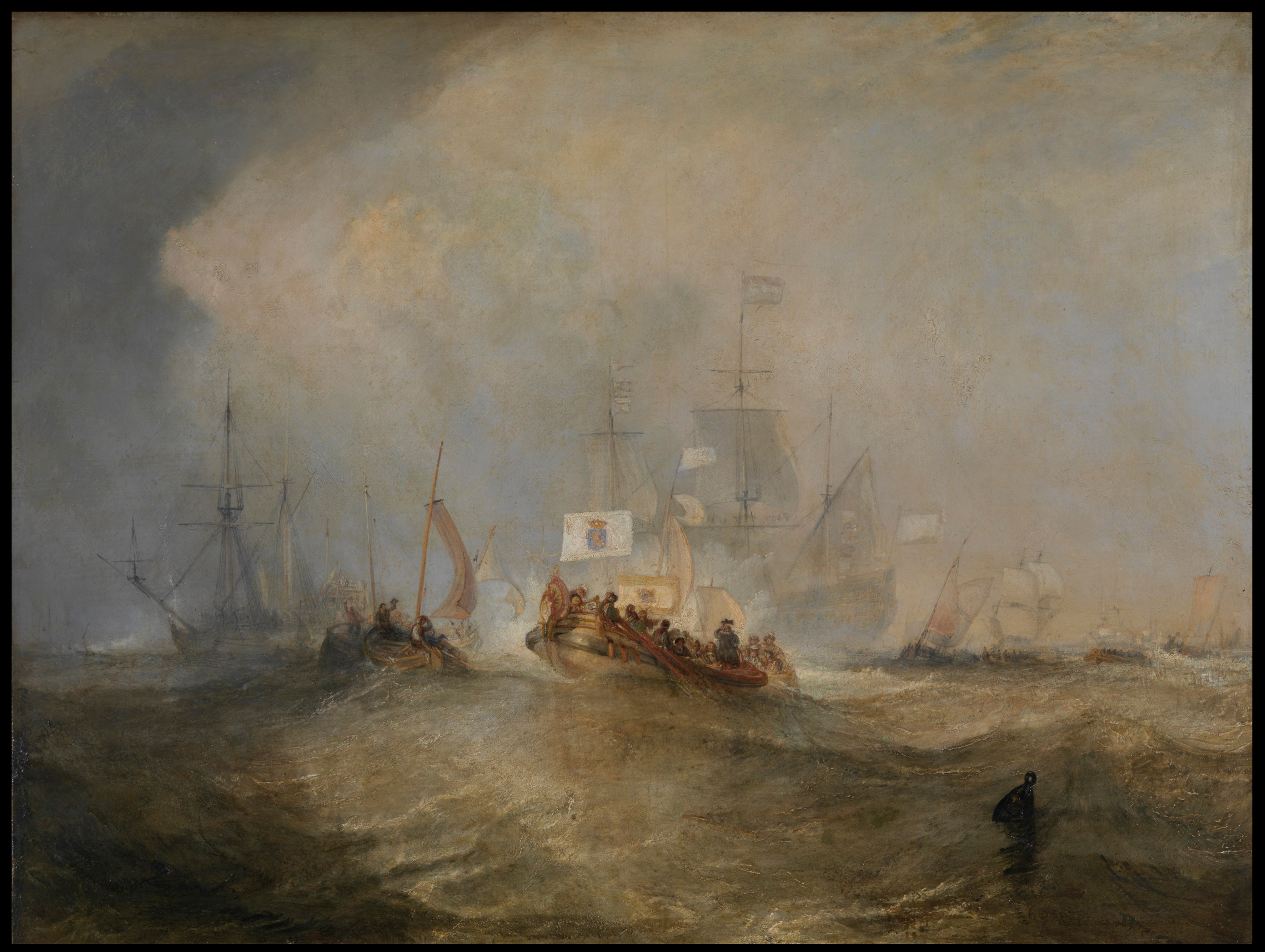
' de J.M.W. Turner, 1832

Deși revoluția din 1688 a fost etichetată drept „Glorioasă” de către pastorii protestanți două decenii mai târziu, istoriografia ei este complexă, iar evaluarea sa este controversată. Relatarea Revoluției realizată de Thomas Macaulay în „Istoria Angliei de la urcarea pe tron a lui Iacob al II-lea”⁠(d) exemplifică narațiunea de „istorie Whig⁠(d)” a Revoluției ca un triumf în mare parte consensual și fără vărsare de sânge al bunului simț englezesc, confirmând și întărind instituțiile sale de libertate populară moderată și monarhie limitată. Edmund Burke a dat tonul acestei interpretări când a proclamat: „Revoluția s-a făcut pentru a păstra vechile noastre legi și libertăți incontestabile și acea veche constituție de guvernare care este singura noastră garanție pentru lege și libertate.”
O narațiune alternativă subliniază invazia străină reușită a lui William dinspre Țările de Jos, și amploarea operațiunii militare corespunzătoare. Mai mulți istorici au subliniat acest aspect, în special după cel de al treilea centenar al evenimentului, în 1988. Istoricul JR Jones⁠(d) a sugerat că invazia „ar trebui considerată... prima și, probabil, singura fază decisivă a Războiului de Nouă Ani”. John Childs⁠(d) a adăugat că „nu a existat nicio tulburare politică naturală în Anglia în 1688” sau „cel puțin nu de suficientă importanță pentru a produce răsturnarea unui rege”. Jonathan Israel subliniază și el importanța aspectului neerlandez, argumentând că, din cauza ocupației neerlandeze a Londrei, Parlamentul nu a fost deloc liber atunci când a decis să-l accepte pe William ca rege.
S-a susținut și că aspectul invaziei a fost minimalizat pentru a proteja orgoliul britanic și datorită eficientei propagande neerlandeze, încercând să descrie cursul evenimentelor în mare parte ca o chestiune engleză internă. Întrucât invitația a fost inițiată de personalități cu influență redusă, moștenirea Revoluției Glorioase a fost descrisă ca un act de propagandă reușit de către William care a mușamalizat și justificat invazia lui. Afirmația că William lupta pentru cauza protestantă în Anglia a fost folosită cu pentru a masca impactul militar, cultural și politic pe care regimul neerlandez l-a avut asupra Angliei.
O a treia versiune, propusă de Steven Pincus, minimizează aspectul invaziei, dar, spre deosebire de narațiunea Whig, consideră Revoluția ca un eveniment diviziv și violent care a implicat toate clasele populației engleze, nu doar principalii protagoniști aristocrați. El afirmă că interpretarea sa reflectă opinia larg răspândită despre Revoluție în perioada de după aceasta, începând cu etichetarea ei ca fiind revoluționară. Pincus susține că a fost o situație importantă mai ales atunci când se analizează alternativa pe care Iacob încerca să o adopte – un stat autocratic centralizat și puternic, folosind „construcția statului” în stil francez. Rolul Angliei în Europa și economia politică a țării în secolul al XVII-lea infirmă opinia multor istorici de la sfârșitul secolului al XX-lea conform căreia nimic revoluționar nu a avut loc în timpul Revoluției Glorioase din 1688–1689. Pincus spune că evenimentele nu au fost deloc pașnice.
În diplomație și economie, William al III-lea a transformat ideologia și politicile statului englez. Aceasta s-a întâmplat nu pentru că William al III-lea ar fi fost un străin care impunea Angliei noțiuni străine, ci pentru că afacerile externe și economia politică se aflau în centrul agendei revoluționarilor englezi. Revoluția din 1688–1689 nu poate fi înțeleasă ca ceva izolat. Ea ar fi fost de neconceput fără schimbările rezultate în urma evenimentelor din anii 1640 și 1650. Ideile care au însoțit Revoluția Glorioasă își aveau rădăcinile în tulburările de la mijlocul secolului. Secolul al XVII-lea a fost un secol al revoluțiilor în Anglia, meritând aceeași atenție academică pe care o atrag revoluțiile „moderne”.
Iacob al II-lea a încercat să construiască un stat militarizat puternic pe baza presupunerii mercantiliste că bogăția lumii era în mod necesar finită, iar imperiile erau create prin preluarea de teritorii de la alte state. Compania Indiilor Orientale era astfel un instrument ideal pentru a crea un vast nou dominion imperial englez prin războiul cu neerlandezii și cu Imperiul Mogul din India. După 1689, a apărut o altă înțelegere a economiei, care vedea Marea Britanie ca o societate mai degrabă comercială decât agrară. Aceasta a dus la înființarea Băncii Angliei, la crearea primei monede de credit cu circulație largă din Europa și la începutul „Epocii Proiectorilor⁠(d)”. Ulterior, aceasta a dat greutate ideii, susținută cel mai celebru de Adam Smith în 1776, conform căreia bogăția se creează prin efort uman și, prin urmare, era potențial infinită.
Karl Marx avea să considere revoluția ca fiind în esență una conservatoare, scriind că aceasta a fost modelată de o alianță între burghezia comercială și industrială engleză și marii proprietari de pământuri din ce în ce mai mercantilizați.

### Impact
Fiind o lovitură de stat, deși în mare parte fără vărsare de sânge, legitimitatea ei rezidă în voința exprimată separat de Parlamentele scoțian și englez, conform proceselor lor legale respective. În acest sens, contele de Shaftesbury⁠(d) a declarat în 1689: „Parlamentul Angliei este puterea supremă și absolută care dă viață și mișcare guvernului englez”. Revoluția a stabilit primatul suveranității parlamentare, un principiu încă relevant în consultarea cu cele 15 state ale Commonwealth-ului⁠(d) cu privire la problemele de succesiune. Legea Drepturilor din 1689 a stabilit oficial un sistem de monarhie constituțională și a pus capăt tranziției către monarhia absolută⁠(d) prin restricționarea puterii monarhului, care nu mai putea să suspende legile, nu să perceapă taxe, să facă numiri regale sau să mențină o armată permanentă pe timp de pace fără consimțământul Parlamentului. Armata Britanică rămânea brațul militar al Parlamentului, nu al monarhului, deși Coroana rămânea sursa întregii autorități executive militare.
Spre deosebire de Războaiele celor Trei Regate⁠(d) din 1639–1653, majoritatea oamenilor de rând din Anglia și Scoția au rămas relativ neafectați de „Revoluția Glorioasă”, cea mai mare parte a vărsării de sânge având loc în Irlanda. Prin urmare, unii istorici sugerează că, cel puțin în Anglia, ea seamănă mai mult cu o lovitură de stat decât cu o tulburare socială precum Revoluția Franceză. Această viziune este în concordanță cu sensul originar al „revoluției” ca proces circular în cadrul căruia un vechi sistem de valori este readus la poziția sa inițială, presupusa „constituție străveche” a Angliei fiind reafirmată, și nu rescrisă din temelii. Gândirea politică engleză contemporană, așa cum era ea exprimată în teoria contractului social a lui John Locke, populară la acea vreme, era legată de viziunea lui George Buchanan⁠(d) asupra acordului contractual dintre monarh și supușii săi, un argument folosit de Parlamentul Scoțian ca justificare pentru Revendicarea Dreptului.
Conform Legii jurământului de încoronare din 1688⁠(d), William jurase să mențină supremația Bisericii Anglicane, pe care atât Biserica Reformată Neerlandeză⁠(d) natală, cât și Biserica Scoției o considerau suspectă din punct de vedere ideologic, atât în ceea ce privește doctrina, cât și modul în care ea îi folosea pe episcopi. Aceasta necesita un anumit grad de flexibilitate religioasă din partea lui, mai ales că trebuia să-și îmbuneze aliații catolici, Spania și împăratul Leopold. În ciuda promisiunii de toleranță legală pentru catolici în Declarația sa din octombrie 1688, William a eșuat din cauza opoziției interne. Legea de toleranță din 1689 a ameliorat situația nonconformiștilor, dar emanciparea catolică⁠(d) avea să fie amânată până în 1829.
Vestea despre Revoluția Glorioasă a ajuns în coloniile engleze din America de Nord în 1689, și a condus la o răscoală în Boston și la dizolvarea Dominionului New England⁠(d). Principiile Revoluției Glorioase au influențat în special cadrele ulterioare ale drepturilor omului, inclusiv Declarația Universală a Drepturilor Omului a Națiunilor Unite și Convenția Europeană a Drepturilor Omului.